# Bahnstrecke Stollberg–St. Egidien
| Ausschnitt der Streckenkarte Sachsen von 1902 |                                                                     |                                                   |                                                   |
| Streckennummer (DB): | 6641; sä. StE                                                       |                                                   |                                                   |
| Kursbuchstrecke (DB): | 523                                                                 |                                                   |                                                   |
| Kursbuchstrecke: | 141g (1934) 141h (Stollberg (Sachs) – Neuoelsnitz 1934) 170g (1946) |                                                   |                                                   |
| Streckenlänge: | 19,455 km                                                           |                                                   |                                                   |
| Spurweite: | 1435 mm (Normalspur)                                                |                                                   |                                                   |
| Maximale Neigung: | 19 ‰                                                                |                                                   |                                                   |
| Minimaler Radius: | 291 m                                                               |                                                   |                                                   |
| Streckengeschwindigkeit: | 80 km/h                                                             |                                                   |                                                   |
| |                                                                     |                                                   |                                                   |
| \| \| \| von Zwönitz \| \| \| \| \| von Niederwürschnitz (geplant) \| \| \| \| 0,330 \| Stollberg (Sachs) \| 444 m \| \| \| \| nach Chemnitz Süd \| \| \| \| 1,020 \| Stollberg Schlachthofstraße (seit 2002) \| 440 m \| \| \| 1,375 \| Infrastrukturgrenze City-Bahn Chemnitz / RISS \| Infrastrukturgrenze City-Bahn Chemnitz / RISS \| \| \| \| von Chemnitz Süd \| \| \| \| 1,870 \| Abzw Stollberg Bogendreieck \| Abzw Stollberg Bogendreieck \| \| \| 2,048 \| EÜ Bundesautobahn 72 (60 m) \| EÜ Bundesautobahn 72 (60 m) \| \| \| \| von Stollberg (Sachs) (geplant)[1] \| \| \| \| 2,805 \| Abzw Niederwürschnitz (geplant)[2] \| Abzw Niederwürschnitz (geplant)[2] \| \| \| 3,320 \| Niederwürschnitz (ehem. Bf) \| 415 m \| \| \| 4,220 \| Brücke Würschnitztal (86 m) \| Brücke Würschnitztal (86 m) \| \| \| 5,160 \| Brücke Höhlbach (19 m) \| Brücke Höhlbach (19 m) \| \| \| \| von Wüstenbrand \| \| \| \| 5,790 \| Neuoelsnitz früher Höhlteich \| 407 m \| \| \| 6,794 \| Brücke Wirtschaftsweg (14 m) \| Brücke Wirtschaftsweg (14 m) \| \| \| 6,990 \| Mitteloelsnitz \| 381 m \| \| \| 7,590 \| Mitteloelsnitz \| Mitteloelsnitz \| \| \| 7,685 \| EÜ (10 m) \| EÜ (10 m) \| \| \| 7,935 \| Brücke Hegebachtal (110 m) \| Brücke Hegebachtal (110 m) \| \| \| 8,550 \| Oelsnitz Bahnhofstraße (seit 2003) \| Oelsnitz Bahnhofstraße (seit 2003) \| \| \| 8,934 \| EÜ Tunnelweg (10 m) \| EÜ Tunnelweg (10 m) \| \| \| \| Anst Deutschlandschacht \| \| \| \| \| von Oelsnitz Kaisergrube \| \| \| \| \| Anst Vereinigt-Feld-Schächte \| \| \| \| 9,440 \| Oelsnitz (Erzgeb) \| 380 m \| \| \| \| Anst Steinkohlenbauverein Gersdorf \| \| \| \| 10,226 \| EÜ Helenestraße (18 m) \| EÜ Helenestraße (18 m) \| \| \| 11,090 \| Hohndorf Mitte (seit 2003) \| Hohndorf Mitte (seit 2003) \| \| \| 11,208 \| EÜ Obere Angerstraße (11 m) \| EÜ Obere Angerstraße (11 m) \| \| \| 11,990 \| Brücke Wirtschaftsweg (10 m) \| Brücke Wirtschaftsweg (10 m) \| \| \| 12,350 \| Viadukt Rödlitzbachtal (150 m) \| Viadukt Rödlitzbachtal (150 m) \| \| \| 12,750 \| Rödlitz-Hohndorf \| 350 m \| \| \| 14,100 \| Lichtenstein Hartensteiner Straße (seit 2003) \| Lichtenstein Hartensteiner Straße (seit 2003) \| \| \| 15,310 \| EÜ Bundesstraße 173 (29 m) \| EÜ Bundesstraße 173 (29 m) \| \| \| 15,600 \| Lichtenstein (Sachs) \| 321 m \| \| \| 15,832 \| EÜ Rümpfstraße (12 m) \| EÜ Rümpfstraße (12 m) \| \| \| 16,400 \| Lichtenstein Ernst-Schneller-Siedlung (seit 2003) \| Lichtenstein Ernst-Schneller-Siedlung (seit 2003) \| \| \| \| Bundesstraße 173 \| \| \| \| 17,600 \| Awanst Gewerbegebiet Lichtenstein \| Awanst Gewerbegebiet Lichtenstein \| \| \| 17,740 \| Lichtenstein Gewerbegebiet (seit 2003) \| Lichtenstein Gewerbegebiet (seit 2003) \| \| \| 18,830 \| Viadukt Lungwitzbachtal (114 m) \| Viadukt Lungwitzbachtal (114 m) \| \| \| 19,461 \| Infrastrukturgrenze RISS/DB Netz \| Infrastrukturgrenze RISS/DB Netz \| \| \| \| von Dresden Hbf \| \| \| \| 19,523 \| EÜ Bahnhofstraße (10 m) \| EÜ Bahnhofstraße (10 m) \| \| \| 19,790 \| St Egidien (Inselbahnhof) \| 283 m \| \| \| \| nach Werdau Bogendreieck \| \| |                                                                     |                                                   |                                                   |
| Strecke (außer Betrieb) |                                                                     | von Zwönitz                                       | von Zwönitz                                       |
| Abzweig geradeaus und von links (Strecke außer Betrieb) |                                                                     | von Niederwürschnitz (geplant)                    | von Niederwürschnitz (geplant)                    |
| Kopfbahnhof Strecke bis hier außer Betrieb | 0,330                                                               | Stollberg (Sachs)                                 | 444 m                                             |
| Abzweig geradeaus und nach rechts |                                                                     | nach Chemnitz Süd                                 | nach Chemnitz Süd                                 |
| Haltepunkt / Haltestelle | 1,020                                                               | Stollberg Schlachthofstraße (seit 2002)           | 440 m                                             |
| Wechsel des Eisenbahninfrastrukturunternehmens | 1,375                                                               | Infrastrukturgrenze City-Bahn Chemnitz / RISS     | Infrastrukturgrenze City-Bahn Chemnitz / RISS     |
| Abzweig geradeaus und ehemals von rechts |                                                                     | von Chemnitz Süd                                  | von Chemnitz Süd                                  |
| ehemalige Blockstelle | 1,870                                                               | Abzw Stollberg Bogendreieck                       | Abzw Stollberg Bogendreieck                       |
| Brücke | 2,048                                                               | EÜ Bundesautobahn 72 (60 m)                       | EÜ Bundesautobahn 72 (60 m)                       |
| Abzweig geradeaus und ehemals von links |                                                                     | von Stollberg (Sachs) (geplant)                   | von Stollberg (Sachs) (geplant)                   |
| ehemalige Blockstelle | 2,805                                                               | Abzw Niederwürschnitz (geplant)                   | Abzw Niederwürschnitz (geplant)                   |
| Haltepunkt / Haltestelle | 3,320                                                               | Niederwürschnitz (ehem. Bf)                       | 415 m                                             |
| Brücke | 4,220                                                               | Brücke Würschnitztal (86 m)                       | Brücke Würschnitztal (86 m)                       |
| Brücke | 5,160                                                               | Brücke Höhlbach (19 m)                            | Brücke Höhlbach (19 m)                            |
| Abzweig geradeaus und ehemals von rechts |                                                                     | von Wüstenbrand                                   | von Wüstenbrand                                   |
| Haltepunkt / Haltestelle | 5,790                                                               | Neuoelsnitz früher Höhlteich                      | 407 m                                             |
| Brücke | 6,794                                                               | Brücke Wirtschaftsweg (14 m)                      | Brücke Wirtschaftsweg (14 m)                      |
| Haltepunkt / Haltestelle | 6,990                                                               | Mitteloelsnitz                                    | 381 m                                             |
| ehemaliger Haltepunkt / Haltestelle | 7,590                                                               | Mitteloelsnitz                                    | Mitteloelsnitz                                    |
| Brücke | 7,685                                                               | EÜ (10 m)                                         | EÜ (10 m)                                         |
| Brücke | 7,935                                                               | Brücke Hegebachtal (110 m)                        | Brücke Hegebachtal (110 m)                        |
| Haltepunkt / Haltestelle | 8,550                                                               | Oelsnitz Bahnhofstraße (seit 2003)                | Oelsnitz Bahnhofstraße (seit 2003)                |
| Brücke | 8,934                                                               | EÜ Tunnelweg (10 m)                               | EÜ Tunnelweg (10 m)                               |
| Abzweig geradeaus und ehemals von links |                                                                     | Anst Deutschlandschacht                           | Anst Deutschlandschacht                           |
| Abzweig geradeaus und ehemals von rechts |                                                                     | von Oelsnitz Kaisergrube                          | von Oelsnitz Kaisergrube                          |
| Abzweig geradeaus und ehemals nach links |                                                                     | Anst Vereinigt-Feld-Schächte                      | Anst Vereinigt-Feld-Schächte                      |
| Bahnhof | 9,440                                                               | Oelsnitz (Erzgeb)                                 | 380 m                                             |
| Abzweig geradeaus und ehemals nach rechts |                                                                     | Anst Steinkohlenbauverein Gersdorf                | Anst Steinkohlenbauverein Gersdorf                |
| Brücke | 10,226                                                              | EÜ Helenestraße (18 m)                            | EÜ Helenestraße (18 m)                            |
| Haltepunkt / Haltestelle | 11,090                                                              | Hohndorf Mitte (seit 2003)                        | Hohndorf Mitte (seit 2003)                        |
| Brücke | 11,208                                                              | EÜ Obere Angerstraße (11 m)                       | EÜ Obere Angerstraße (11 m)                       |
| Brücke | 11,990                                                              | Brücke Wirtschaftsweg (10 m)                      | Brücke Wirtschaftsweg (10 m)                      |
| Brücke | 12,350                                                              | Viadukt Rödlitzbachtal (150 m)                    | Viadukt Rödlitzbachtal (150 m)                    |
| Haltepunkt / Haltestelle | 12,750                                                              | Rödlitz-Hohndorf                                  | 350 m                                             |
| Haltepunkt / Haltestelle | 14,100                                                              | Lichtenstein Hartensteiner Straße (seit 2003)     | Lichtenstein Hartensteiner Straße (seit 2003)     |
| Brücke | 15,310                                                              | EÜ Bundesstraße 173 (29 m)                        | EÜ Bundesstraße 173 (29 m)                        |
| Bahnhof | 15,600                                                              | Lichtenstein (Sachs)                              | 321 m                                             |
| Brücke | 15,832                                                              | EÜ Rümpfstraße (12 m)                             | EÜ Rümpfstraße (12 m)                             |
| Haltepunkt / Haltestelle | 16,400                                                              | Lichtenstein Ernst-Schneller-Siedlung (seit 2003) | Lichtenstein Ernst-Schneller-Siedlung (seit 2003) |
| Strecke mit Straßenbrücke |                                                                     | Bundesstraße 173                                  | Bundesstraße 173                                  |
| Abzweig geradeaus und nach links | 17,600                                                              | Awanst Gewerbegebiet Lichtenstein                 | Awanst Gewerbegebiet Lichtenstein                 |
| Haltepunkt / Haltestelle | 17,740                                                              | Lichtenstein Gewerbegebiet (seit 2003)            | Lichtenstein Gewerbegebiet (seit 2003)            |
| Brücke | 18,830                                                              | Viadukt Lungwitzbachtal (114 m)                   | Viadukt Lungwitzbachtal (114 m)                   |
| Wechsel des Eisenbahninfrastrukturunternehmens | 19,461                                                              | Infrastrukturgrenze RISS/DB Netz                  | Infrastrukturgrenze RISS/DB Netz                  |
| Abzweig geradeaus und von rechts |                                                                     | von Dresden Hbf                                   | von Dresden Hbf                                   |
| Brücke | 19,523                                                              | EÜ Bahnhofstraße (10 m)                           | EÜ Bahnhofstraße (10 m)                           |
| Bahnhof | 19,790                                                              | St Egidien (Inselbahnhof)                         | 283 m                                             |
| Strecke |                                                                     | nach Werdau Bogendreieck                          | nach Werdau Bogendreieck                          |

Die Bahnstrecke Stollberg–St. Egidien ist eine Nebenbahn in Sachsen. Hauptzweck des Streckenbaues war seinerzeit der Abtransport der im Lugau-Oelsnitzer Revier geförderten Steinkohle. Die Strecke verläuft von Stollberg über Oelsnitz nach St. Egidien an der Hauptbahn Dresden–Werdau.

## Geschichte

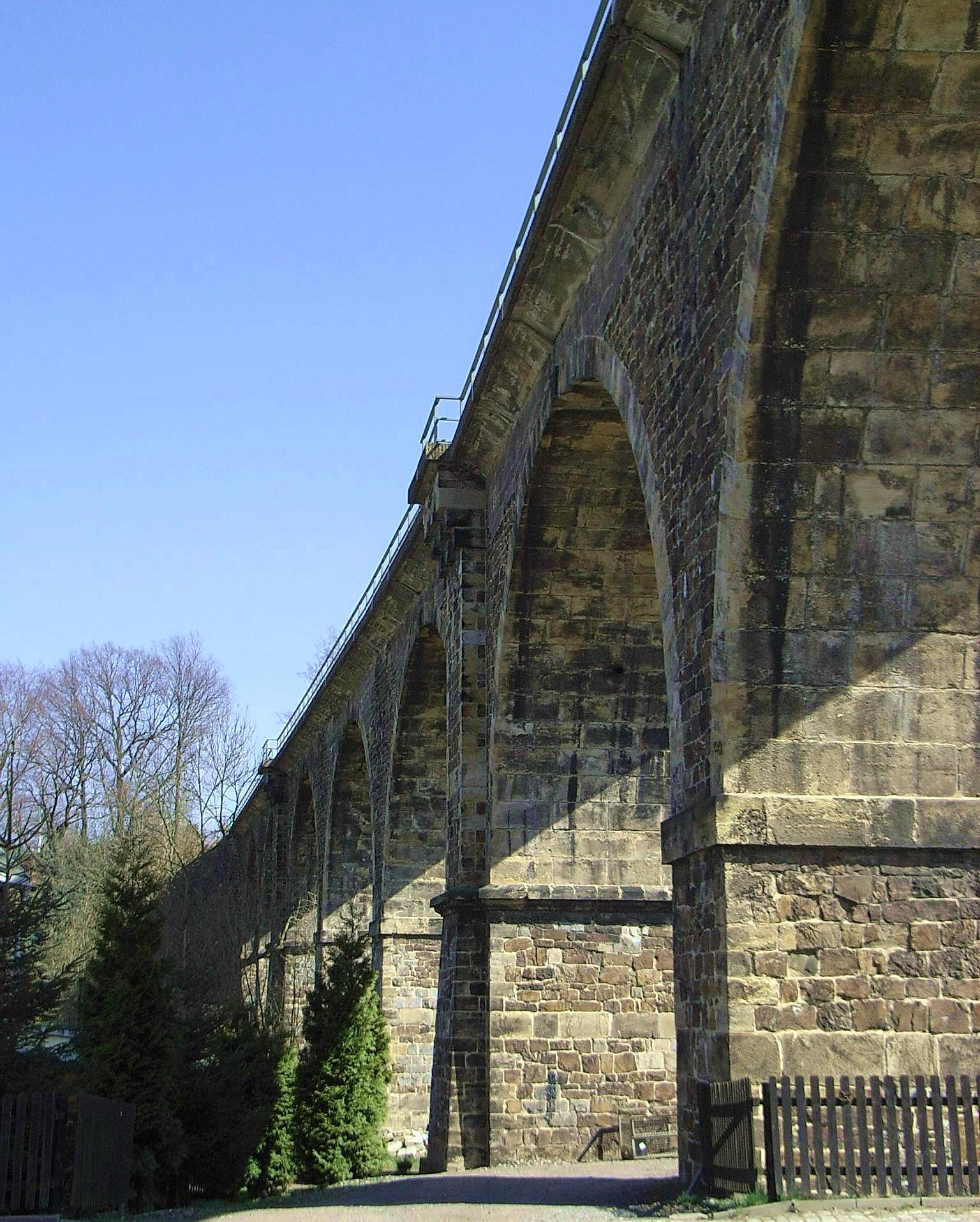
Viadukt Rödlitzbachtal bei km 12,35

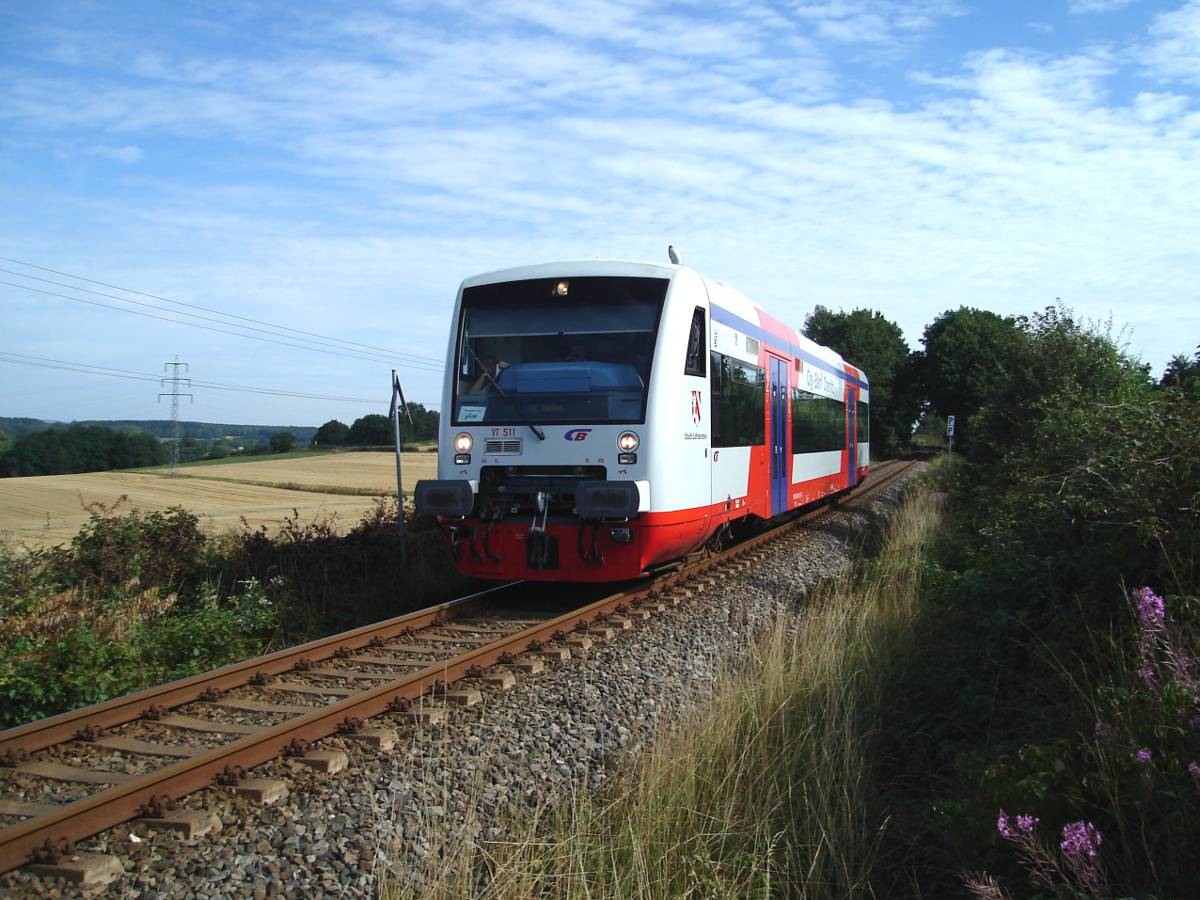
Regioshuttle der City-Bahn Chemnitz bei Niederwürschnitz (2012)

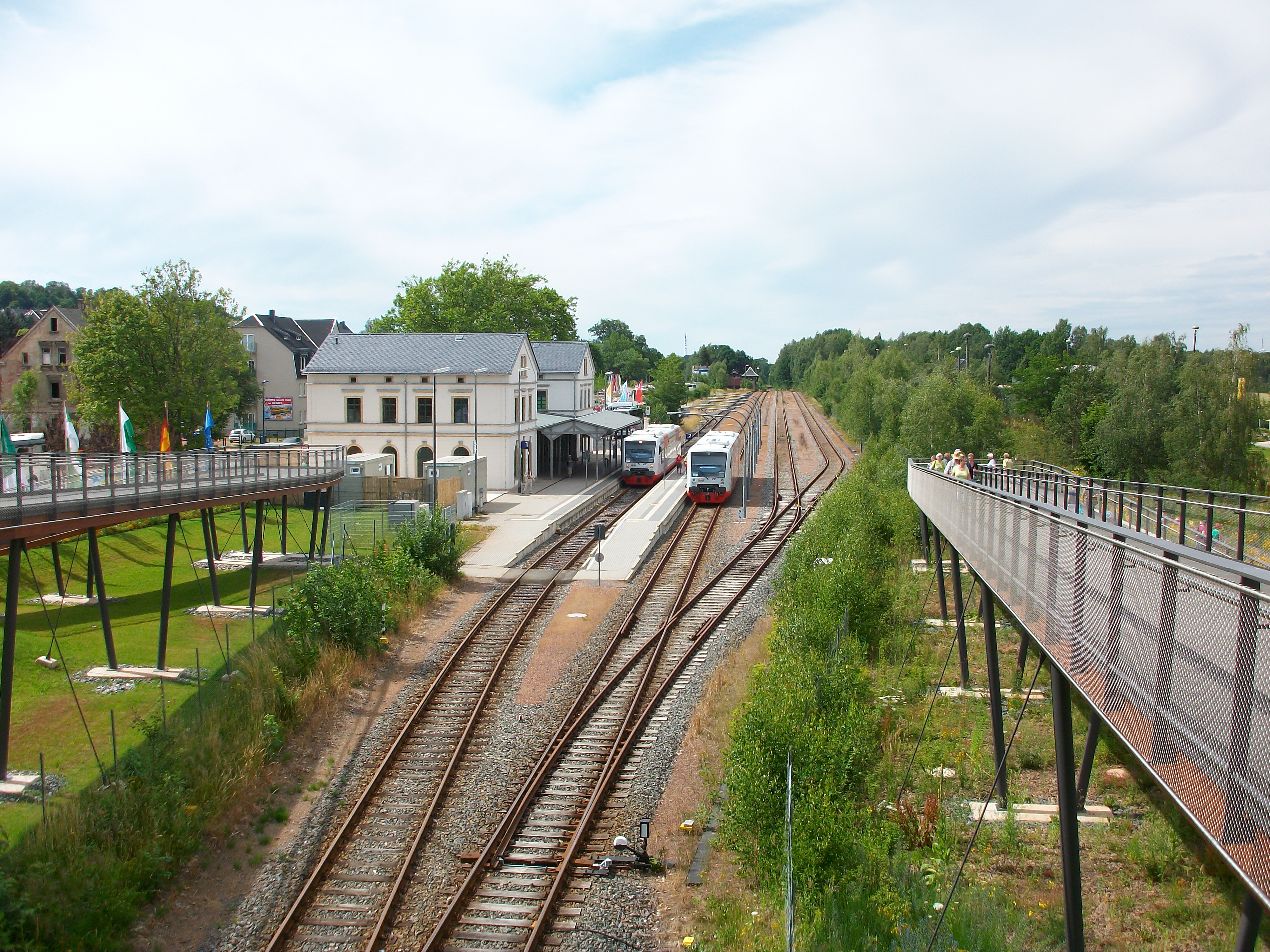
Zugkreuzung im Bahnhof Oelsnitz (Erzgeb) (2015)

Schon um 1870 wurden erste Projekte einer Bahn von St. Egidien nach Stollberg erörtert. Ein ähnliches Vorhaben sah auch eine Bahn von Hohenstein nach Oelsnitz vor. Erst in der Sitzungsperiode 1875/76 stimmte der sächsische Landtag dem Bau einer Bahn von St. Egidien über Oelsnitz nach Stollberg zu. Genehmigt wurde auch der Bau einer Zweigbahn zu den Schächten Konkordia und Kaisergrube sowie einer kurzen Verbindungsbahn zur Chemnitz-Würschnitzer Eisenbahn nach Lugau.
Im April 1877 begannen die Bauarbeiten an der Strecke. Bei Niederwürschnitz, Oelsnitz, Lichtenstein und St. Egidien war der Bau größerer Viadukte notwendig. Am 15. Oktober 1878 konnte auf provisorische Weise der Güterverkehr aufgenommen werden; ab dem 15. Mai 1879 verkehrten dann auch Personenzüge.
Um 1912 bestanden direkte Zweiggleise zu den Schächten Merkur und Pluto in Gersdorf, Ida, Helene und Vereinigt-Feld in Hohndorf bzw. Deutschland und Vereins-Glück in Oelsnitz. Über die Zweigbahn Oelsnitz–Kaisergrube waren die Schächte Hedwig, Concordia, Frieden und Kaisergrube angeschlossen.
Enorme Probleme bereiteten die durch den Bergbau verursachten Geländeabsenkungen. So kam es etwa beim Viadukt Hegebachtal Anfang der 1950er Jahre zu Gewölbestauchungen, die letztlich nur durch ausbetonieren der Gewölbebögen repariert werden konnten. Zwischen Neuoelsnitz und Oelsnitz war die Erdoberfläche zum Teil bis zu 17 Meter (!) abgesunken. In diesem Bereich war die Gradiente der Strecke auf einigen Teilabschnitten massiv gestört. Der Bahnhof Neuoelsnitz musste deshalb nach der Einstellung des Bergbaues nach 1971 komplett neu nivelliert werden.
Infolge der politischen Wende im Osten Deutschlands 1989/90 kam es zu einem spürbaren Rückgang im Reise- und Güterverkehr. In den 1990er Jahren wurde wegen der geringen Verkehrsleistung mehrfach die Stilllegung der Strecke diskutiert. Letztlich entschied sich der im November 1997 gegründete Verkehrsverbund Mittelsachsen für die Weiterführung des Betriebes.
Im Februar 2002 wurde die Strecke durch die Regio Infra Service Sachsen (RISS) von Kilometer 1,375 bis Kilometer 19,461 von der DB Netz gepachtet. In der Folge wurde die Strecke umfassend modernisiert, was neben der Erneuerung der Gleise auch die Sanierung der vier großen Viadukte mit einschloss. Darüber hinaus wurden in Stollberg, Oelsnitz und Lichtenstein im Vorlauf auf das Chemnitzer Modell insgesamt fünf neue Haltepunkte eingerichtet. Die Steuerung der Strecke erfolgt seitdem zentral vom elektronischen Stellwerk in Stollberg, alle anderen Stellwerke wurden aufgelassen. Bis Kilometer 1,375 ist die Strecke als Teil des Bahnhofs Stollberg von der City-Bahn Chemnitz gepachtet worden. Die Betriebsführung selbst hat die City-Bahn Chemnitz in Analogie zum angrenzenden Streckenabschnitt Stollberg–Abzw Zwönitzbrücke an die RISS übertragen.
Am 15. Februar 2003 wurde der planmäßige Reisezugverkehr mit modernen Niederflurtriebwagen der City-Bahn Chemnitz wieder aufgenommen. Seitdem verkehren die Züge werktags im Stundentakt. Die Züge wurden i. d. R. bis Glauchau, vereinzelt sogar bis Meerane durchgebunden. Infolge gekürzter Finanzmittelzuweisungen des Freistaats Sachsen kann durch den zuständigen Zweckverband Verkehrsverbund Mittelsachsen seit dem Fahrplanwechsel Mitte Dezember 2011 jedoch nur noch ein reduziertes Fahrtenangebot finanziert werden. Werktags wird zwar weiterhin ein angenäherter Stundentakt angeboten, allerdings verkehren nur noch vier Zugpaare über St. Egidien hinaus bis Glauchau (und dies auch nicht während der Sommerferien). Samstags, sonn- und feiertags besteht ein Zweistundentakt zwischen Stollberg und St. Egidien. Ab dem 24. Februar 2020 verkehrt die City-Bahn von Stollberg wieder werktags im Stundentakt bis Glauchau, wo der Anschluss an Züge in Richtung Zwickau, Chemnitz/Dresden und Gößnitz besteht.
Im Güterverkehr wird heute nur noch das Gewerbegebiet Lichtenstein bedient.

## Ausblick
Mit Stufe 5 des Chemnitzer Modells ist beabsichtigt, die Strecke Stollberg–St. Egidien mittels einer ca. 3,5 km langen Neubaustrecke von Niederwürschnitz südlich in den Bahnhof Stollberg (Sachs) einzubinden, zwischen dem zukünftigen Abzweig Niederwürschnitz und St. Egidien zu elektrifizieren und einen neuen Haltepunkt Mitteloelsnitz anzulegen. Dadurch soll die Linie C11 im 30-Minuten-Takt über Stollberg hinaus bis nach Oelsnitz verlängert werden. Dies wird umsteigefreie Fahrten zwischen Oelsnitz, Niederwürschnitz und der Chemnitzer Innenstadt ermöglichen.
Ursprünglich war vorgesehen, die Strecke von Niederwürschnitz bis Oelsnitz mit 750 Volt Gleichspannung zu elektrifizieren, die verkehrliche Inbetriebnahme war anfänglich für Ende 2021 vorgesehen. Undatierten Informationen vom Mai 2020 zufolge musste die Entwurfsplanung jedoch „in Hinblick auf das künftige elektrische Fahrzeugkonzept“ noch einmal überarbeitet werden. Je nach Fortgang des Planfeststellungsverfahrens sollte die zweijährige Hauptbauzeit (einschließlich der Neubaustrecke) dann in den Jahren 2023 und 2024 liegen. Parallel dazu wurde geprüft, ob die Stufe 5 des Chemnitzer Modells bis nach St. Egidien verlängert werden könne. Am 26. Juni 2020 informierte der Verkehrsverbund Mittelsachsen, dass im Rahmen des Chemnitzer Modells nunmehr die Gesamtstrecke von Stollberg bis St. Egidien elektrifiziert werden soll. Die geplante Linie C11 solle über Oelsnitz (Erzgeb) hinaus elektrisch weiter geführt werden, zum Einsatz sollen elektrische Zweisystemfahrzeuge kommen, die sowohl mit 750 V Gleich- als auch mit 15 kV Wechselspannung verkehren können. Da die Gleise des Bahnhofs St. Egidien bereits mit 15 kV Wechselspannung elektrifiziert sind, die von Chemnitz nach Stollberg führende Strecke jedoch mit 750 V Gleichspannung, wird zwischen Stollberg und St. Egidien die Einrichtung einer Systemtrennstelle erforderlich. Diese soll sich nahe der Ortslage Niederwürschnitz unmittelbar an der Einbindung der Neubaustrecke von Stollberg befinden. Die Bestandsstrecke Stollberg–St. Egidien wird daher nahezu vollständig mit 15 kV Wechselspannung elektrifiziert, lediglich die ersten rund 2,6 km zwischen dem Bahnhof Stollberg (Sachs) und dem Einbindepunkt der Neubaustrecke verbleiben ohne Fahrleitung. Die Gesamtfertigstellung der Stufe 5 des Chemnitzer Modells einschließlich der Neubaustrecke soll 2027 erfolgen.

## Betriebsstellen
Stollberg (Sachs) ⊙
Der Bahnhof Stollberg (Sachs) wurde am 15. Oktober 1878 als Ausgangspunkt der Bahnstrecke Stollberg–St. Egidien eröffnet. Seit 1889 war er Kreuzungspunkt mit der Bahnstrecke Zwönitz–Chemnitz Süd. Mit der Einstellung des Eisenbahnverkehrs nach Zwönitz ist der Bahnhof Stollberg (Sachs) seit 1967 End- bzw. Startpunkt von zwei Bahnstrecken. Mit der Einführung des Chemnitzer Modells verkehren nun Dieseltriebwagen der City-Bahn Chemnitz nach St. Egidien und elektrische Gleichstromtriebwagen nach Chemnitz.

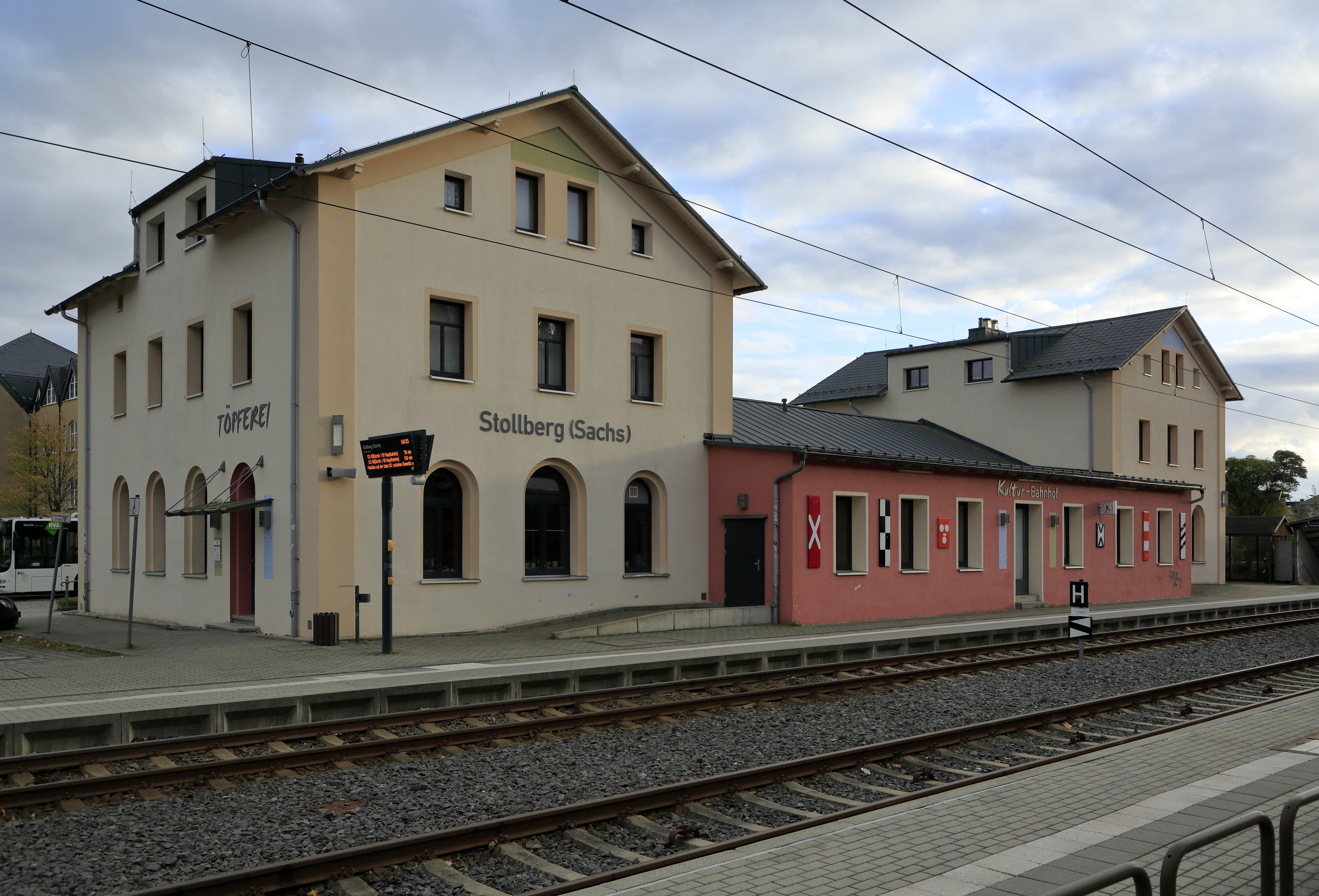
Empfangsgebäude des Bahnhofs Stollberg (Sachs), 2021
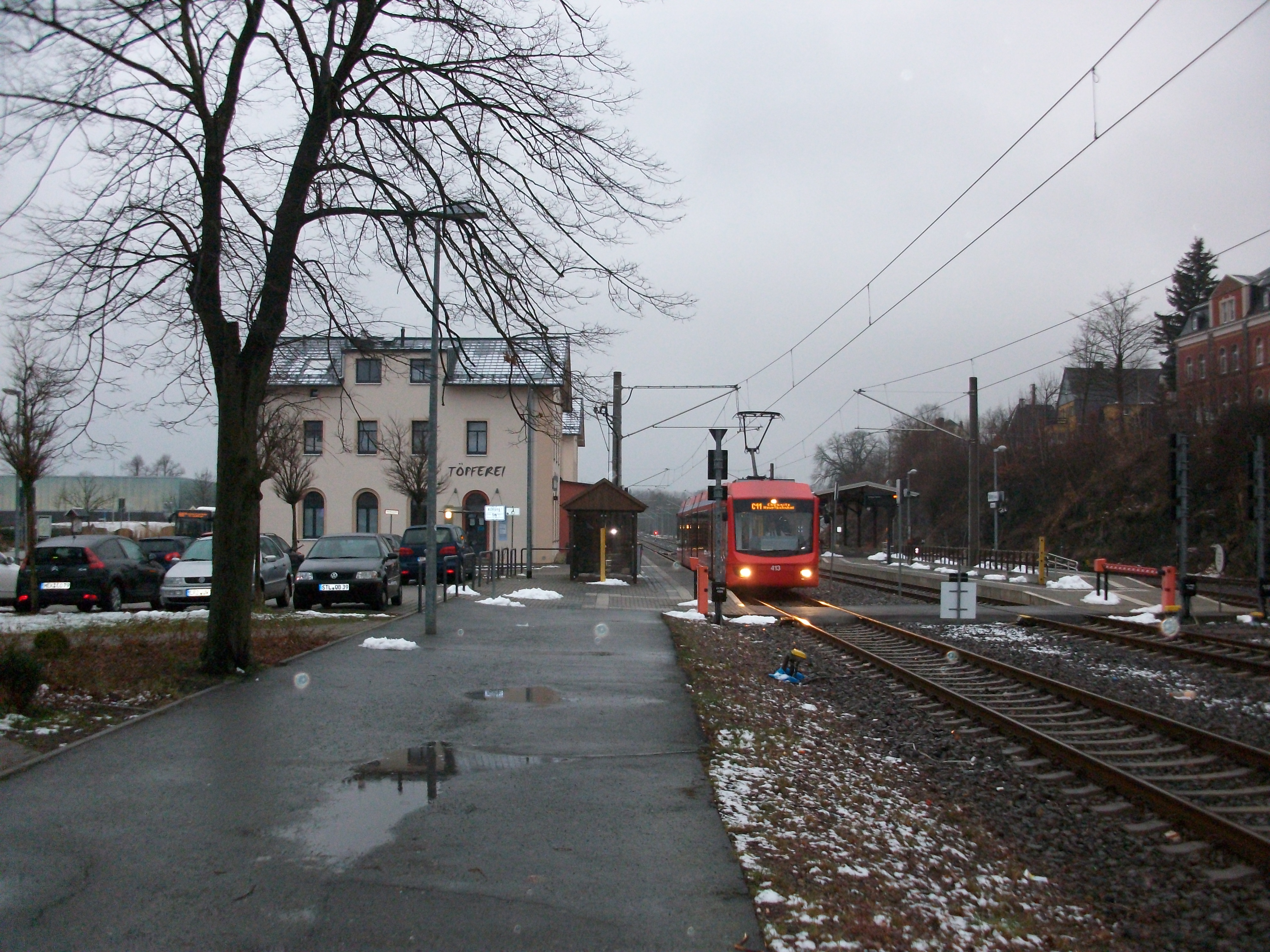
Bahnhof Stollberg (Sachs) mit Zug der City-Bahn nach Chemnitz, 2016
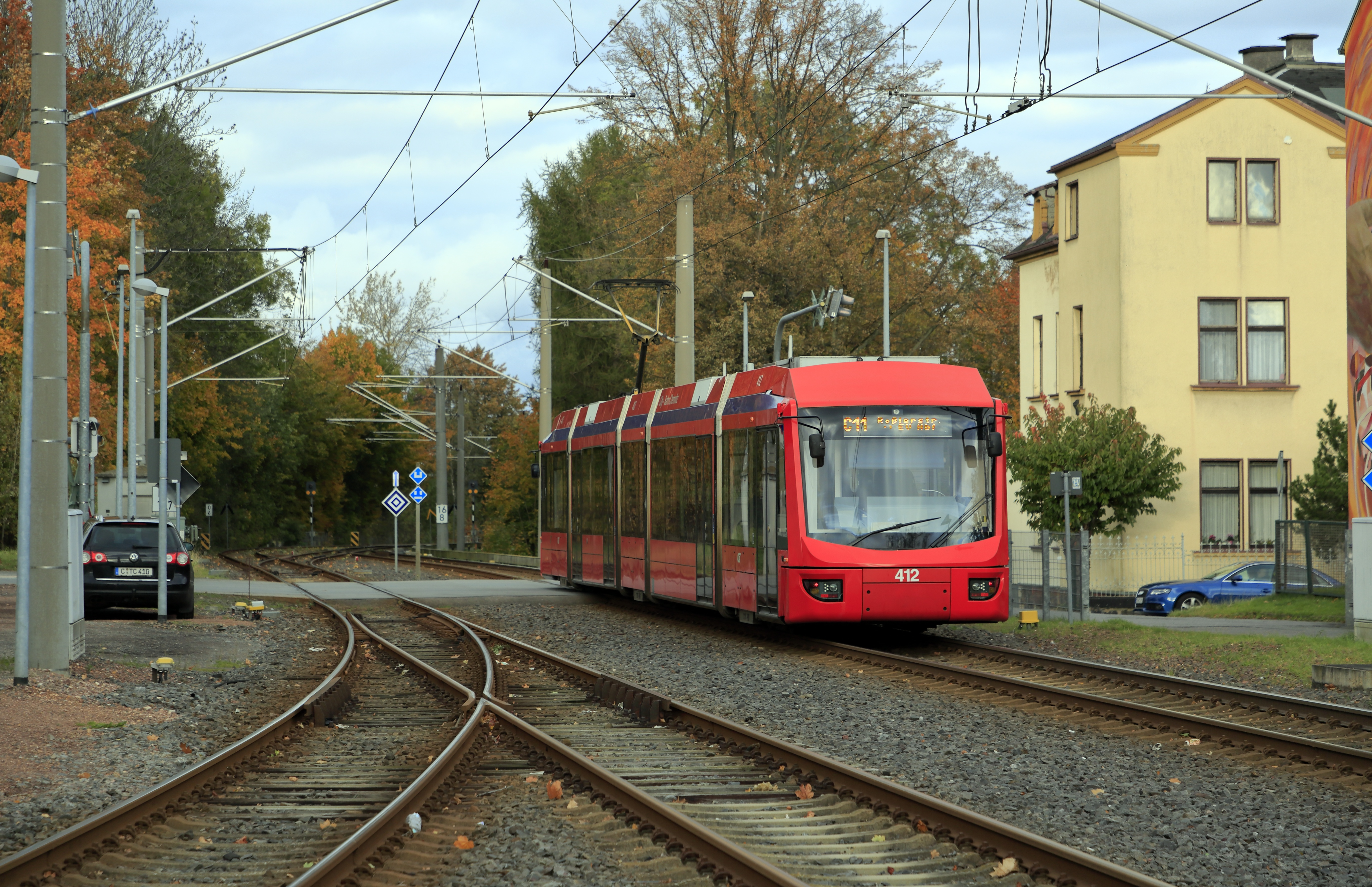
Triebwagen der City-Bahn nach Chemnitz beim Verlassen des Bahnhofs Stollberg (Sachs), 2021

Stollberg Schlachthofstraße ⊙
Der Haltepunkt Stollberg Schlachthofstraße wurde mit der Einführung des Chemnitzer Modells am 15. Dezember 2002 eröffnet. Er besitzt zwei Außenbahnsteige, je einen an den hier parallel verlaufenden, jeweils eingleisigen Strecken nach Chemnitz und nach St. Egidien. Am elektrifizierten Gleis halten die Züge von und nach Chemnitz, am nicht elektrifizierten die Züge von und nach St. Egidien. Der Haltepunkt besitzt ein modernes Wartehäuschen pro Bahnsteig.
- Haltepunkt Stollberg-Schlachthofstraße (2016)
- Haltepunkt Stollberg-Schlachthofstraße (2016)
- Wegweiser am Haltepunkt Stollberg-Schlachthofstraße (2016)

Niederwürschnitz ⊙

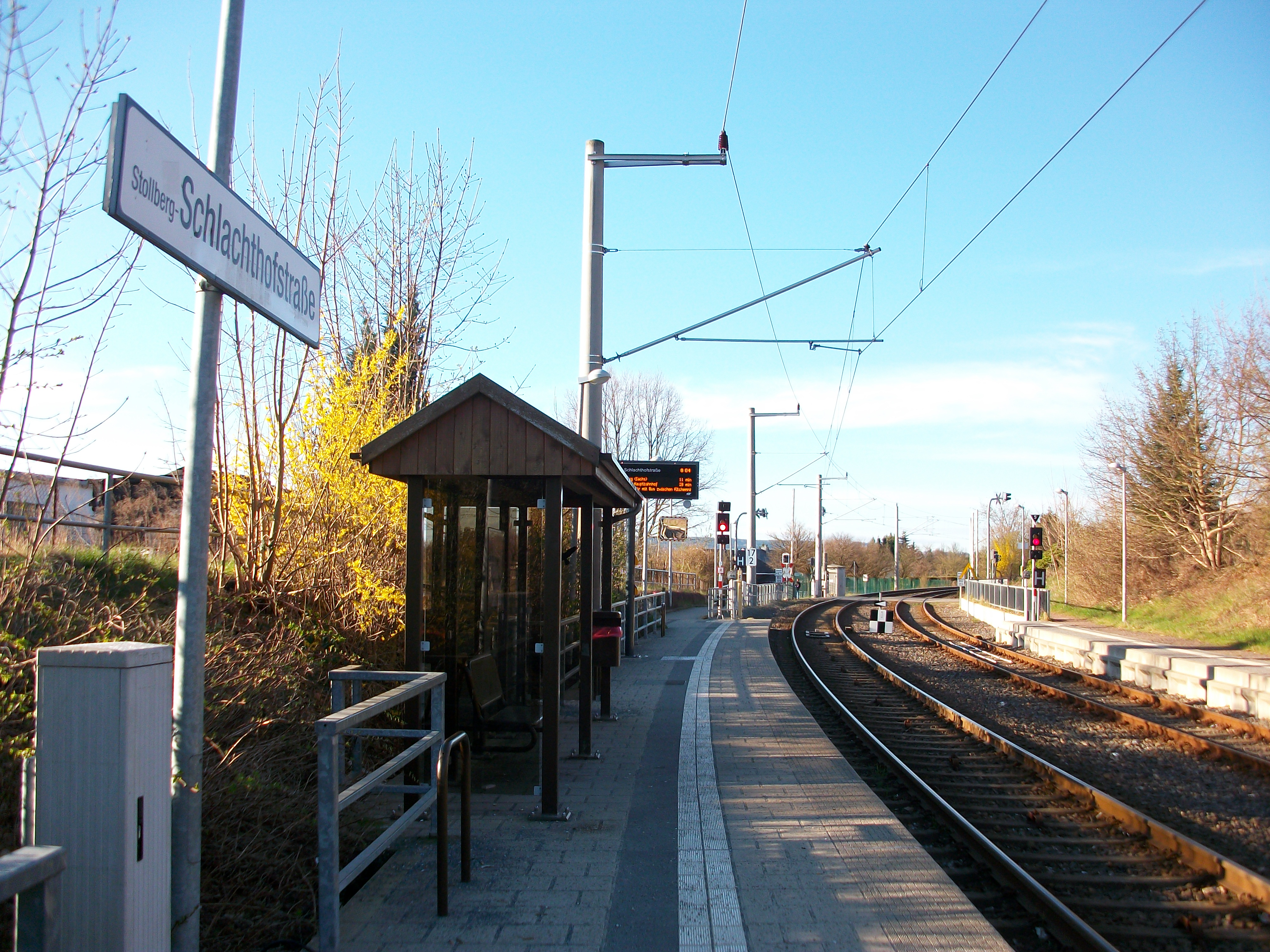
Haltepunkt Stollberg-Schlachthofstraße (2016)
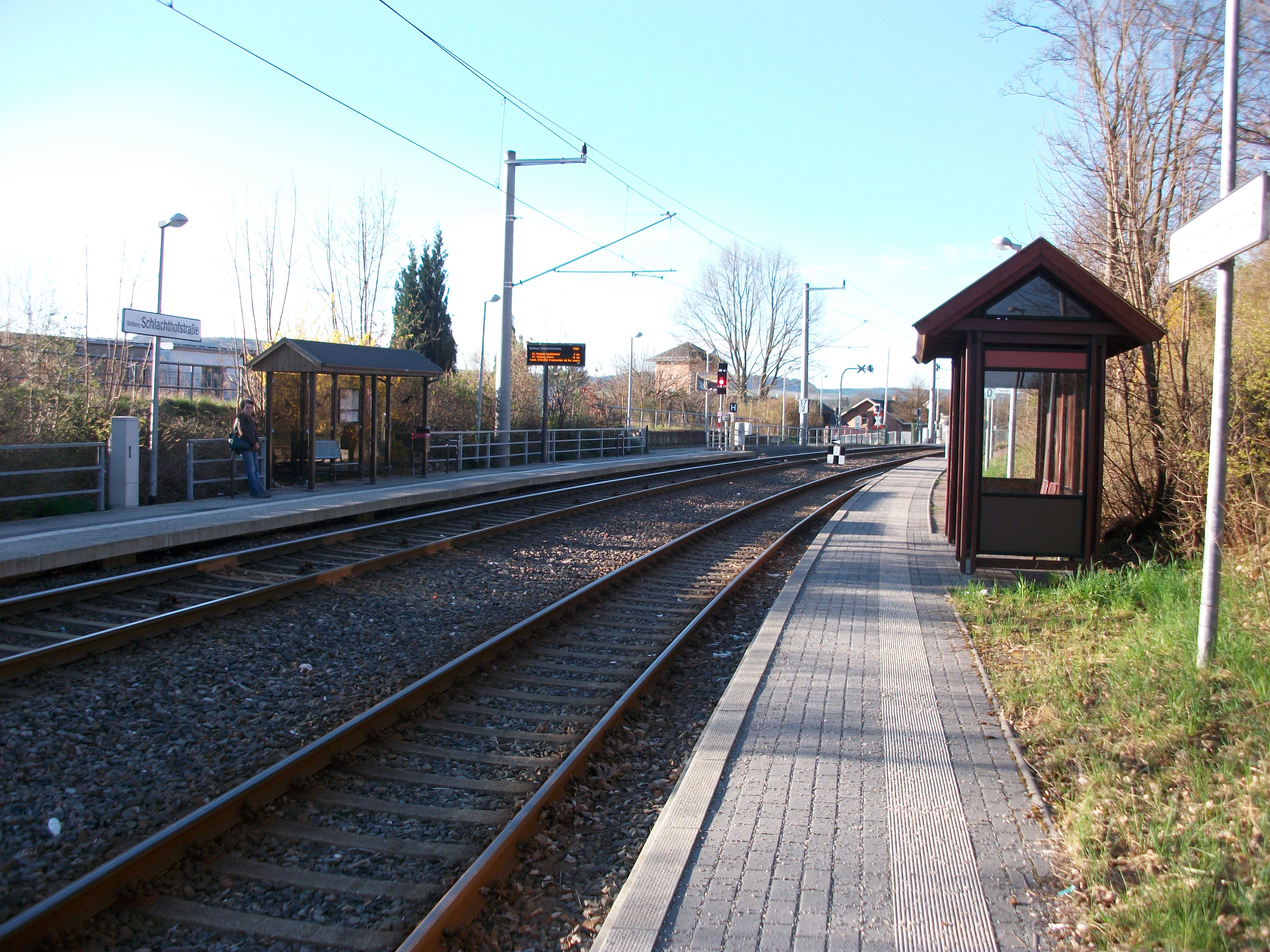
Haltepunkt Stollberg-Schlachthofstraße (2016)
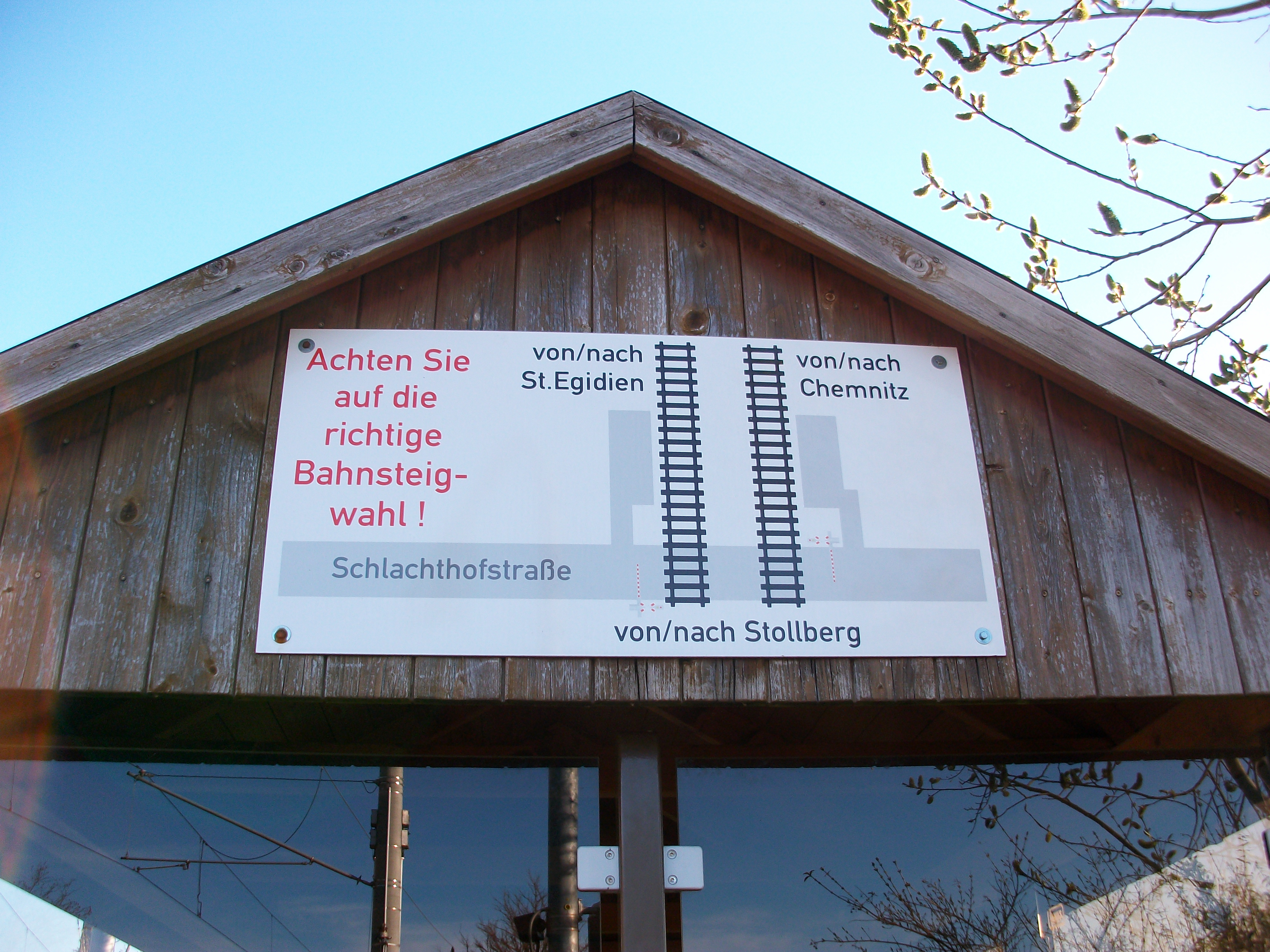
Wegweiser am Haltepunkt Stollberg-Schlachthofstraße (2016)

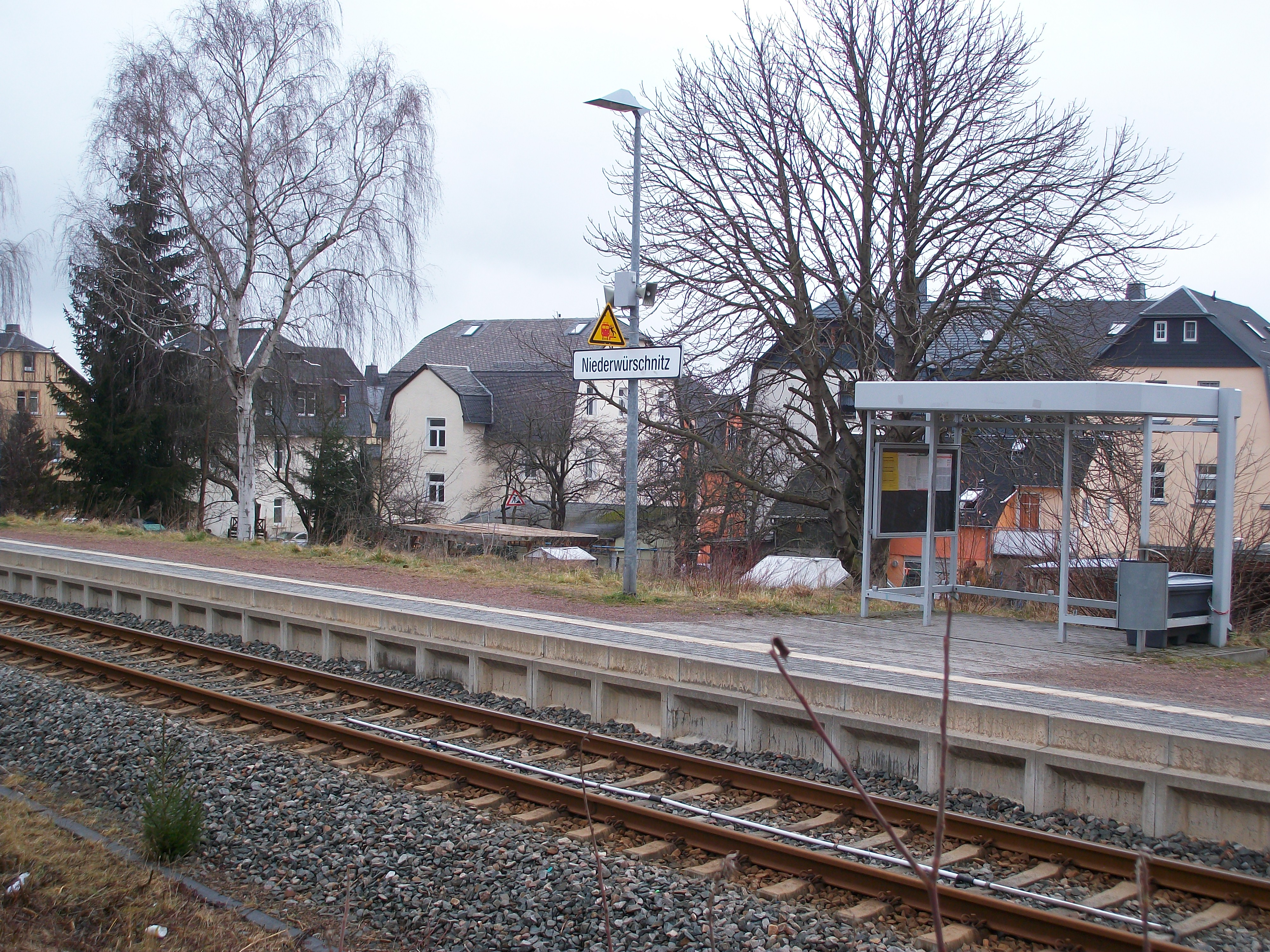
Haltepunkt Niederwürschnitz (2016)

Der Haltepunkt Niederwürschnitz wurde am 9. Dezember 1895 eröffnet. Er besitzt einen Bahnsteig in Fahrtrichtung St. Egidien mit einem modernen Wartehäuschen. Der Haltepunkt befindet sich im Süden des Orts direkt an der Bundesstraße 180.
Neuoelsnitz ⊙
Der Bahnhof Neuoelsnitz wurde am 15. Oktober 1878 als Ladestelle eröffnet. Die Eröffnung als Haltestelle für den Personenverkehr erfolgte am 15. Mai 1879 zusammen mit dem Personenverkehr auf den Bahnstrecken Stollberg–St. Egidien und Neuoelsnitz–Wüstenbrand. Der sechsgleisige mit zwei Bahnsteigen ausgestattete und 1905 in einen Bahnhof umgewandelte Halt trug folgende Namen:
- bis 30. April 1906 Höhlteich
- 1. Mai 1906 bis 4. Oktober 1930 Neuölsnitz
- ab 5. Oktober 1930: Neuoelsnitz

Er wurde 1979 in einen Haltepunkt mit Abzweigstelle umgewandelt. 1989/90 wurde der Personenverkehr nach Wüstenbrand am 10. August 1990 eingestellt. Das Empfangsgebäude, welches durch Bergschäden bereits seit 1988 geschlossen war, wurde schließlich im August 1993 abgerissen. Am 27. September 1996 erfolgte die Einstellung des Restgüterverkehrs nach Lugau, sodass nur der unbesetzte Haltepunkt Neuoelsnitz verblieb. Im Zuge der Übernahme der Strecke Stollberg–St. Egidien durch die Regio Infra Service Sachsen wurde der Bahnsteig 2002/03 um ca. 200 m Richtung Mitteloelsnitz verlegt, um den Reisenden einen kürzeren Weg bis zum Oelsnitzer Ortsteil Neuoelsnitz zu bieten. Von ursprünglichen Gebäuden ist außer dem Stellwerk 2 nichts mehr erhalten geblieben.

Bahnhof Neuölsnitz um 1910
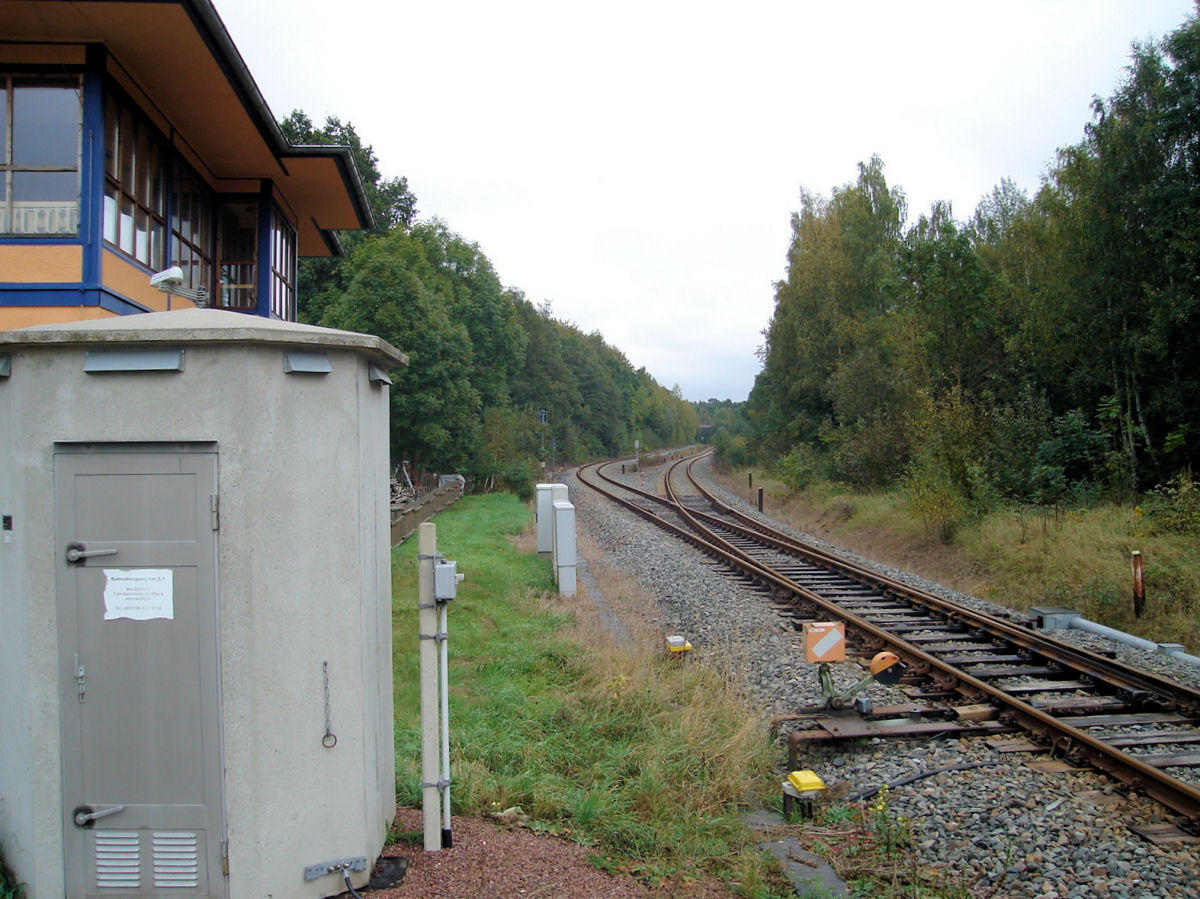
Bahnhof Neuoelsnitz (2009)
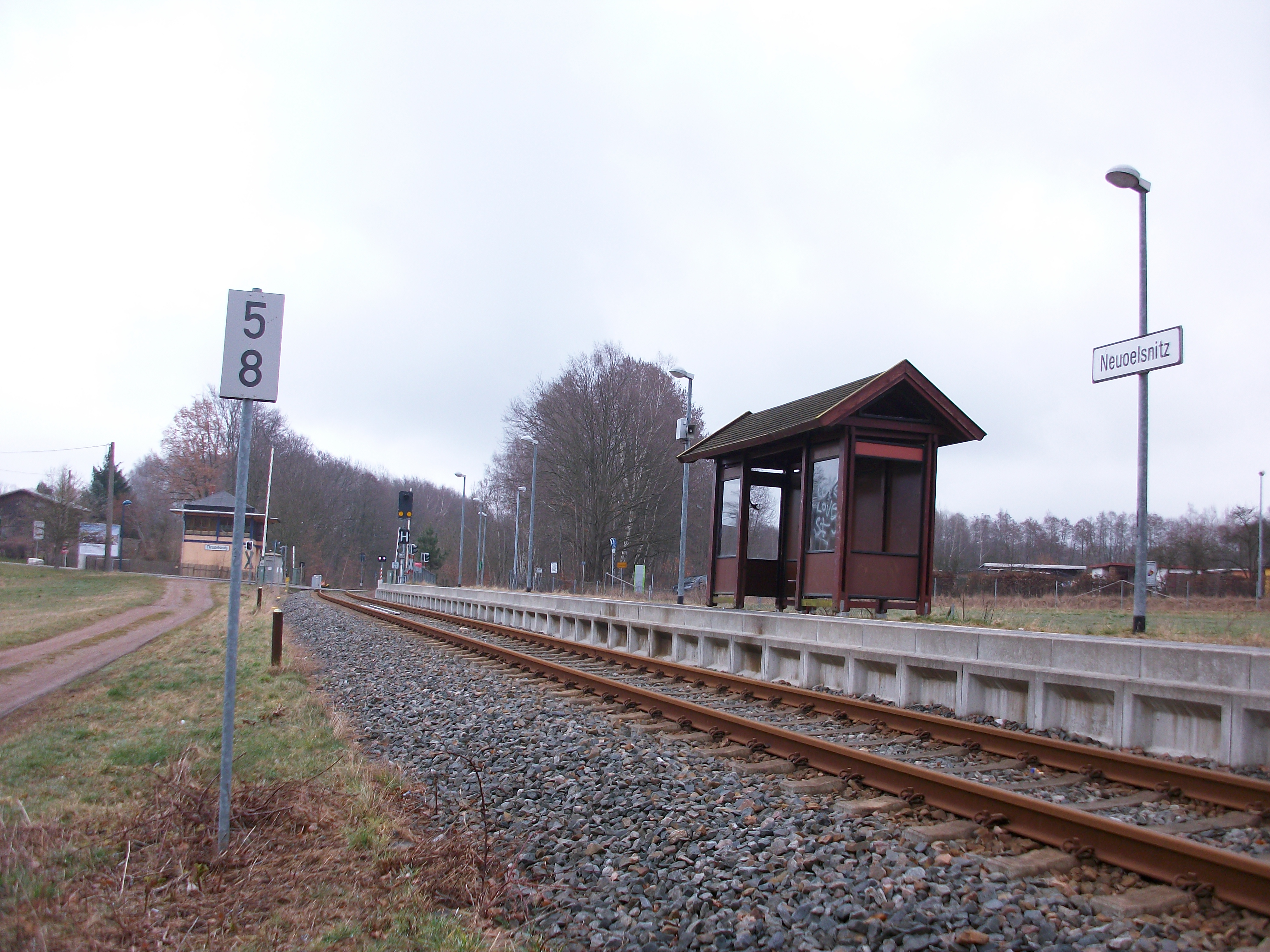
Gegenwärtiger Bahnsteig (2016)
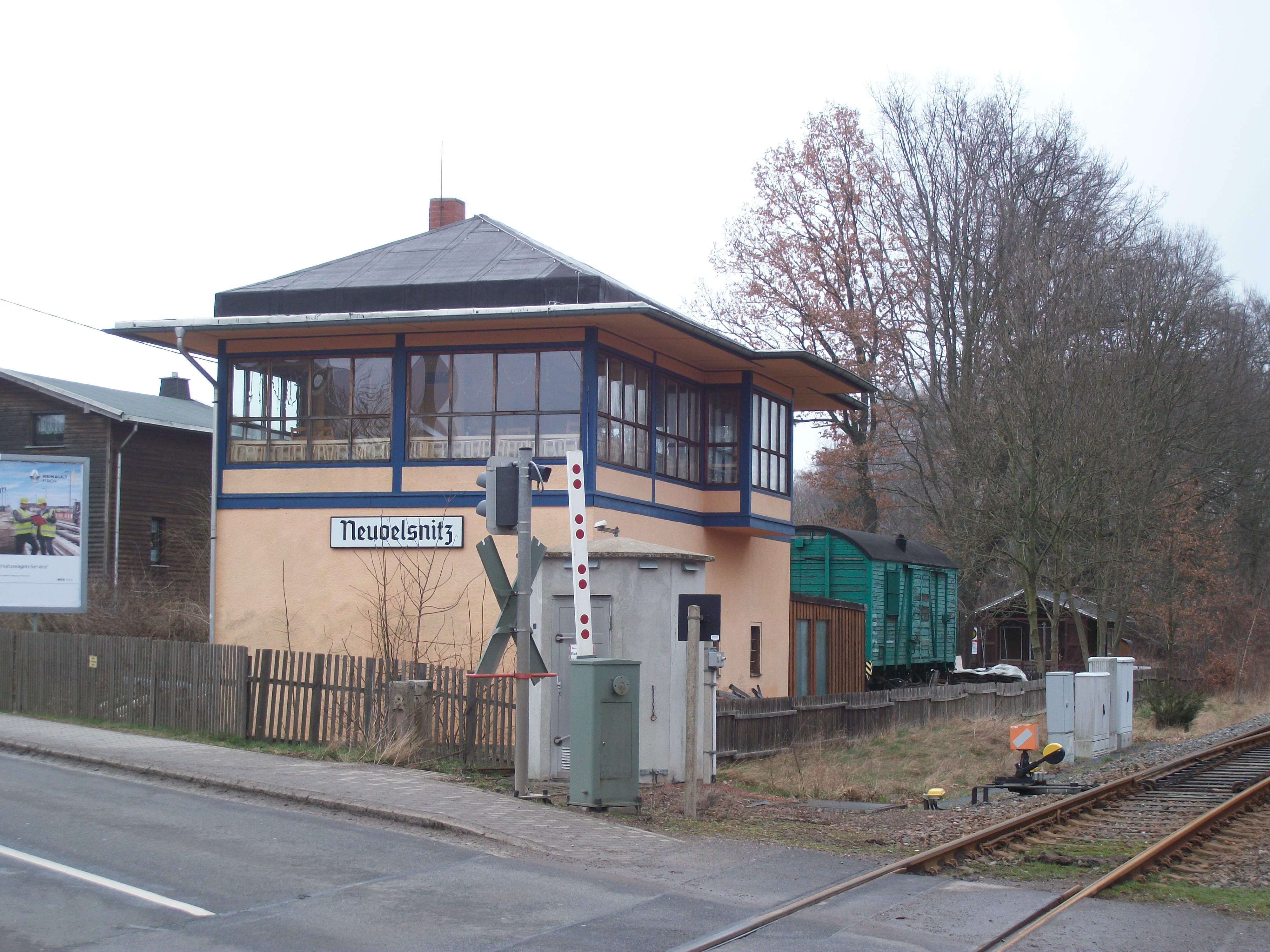
Stellwerk 2 beim Bahnübergang Neuoelsnitz (2016)

Mitteloelsnitz ⊙

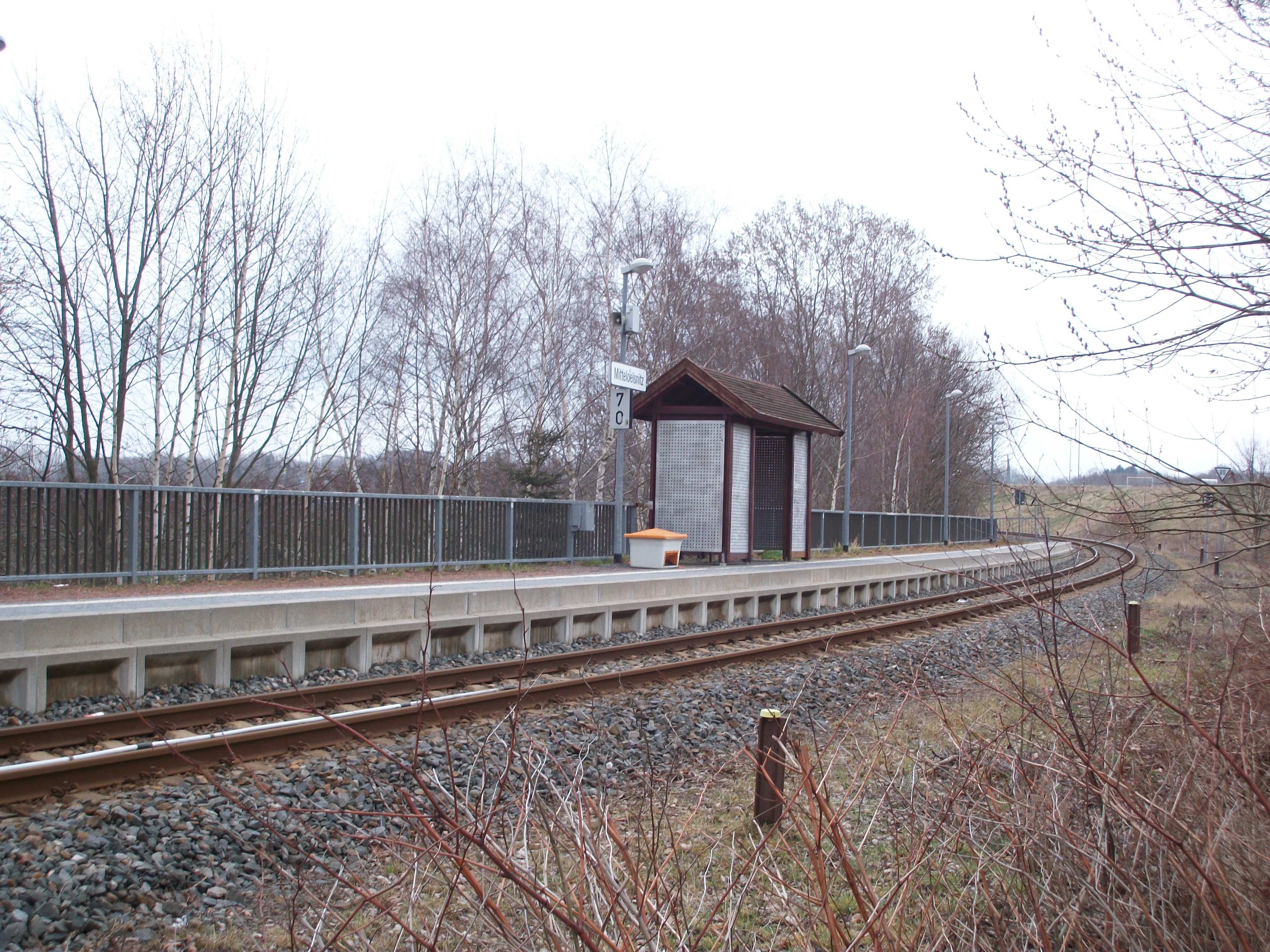
Haltepunkt Mitteloelsnitz (2016)

Der Haltepunkt Mitteloelsnitz wurde am 1. Mai 1904 eröffnet. Der ursprüngliche Standort befand sich bei Kilometer 7,59 an der Stadionstraße. Im Zuge der Sanierung der Strecke wurde er zum Kilometer 6,99 verlegt und mit einem modernen Wartehäuschen versehen. Der neue Halt liegt an der Inneren Neuwieser Straße. In direkter Nähe befinden sich ein Parkplatz und eine Bushaltestelle.
Mit Realisierung der Stufe 5 des Chemnitzer Modells soll wieder ein Haltepunkt im Bereich des alten Bahnhofs entstehen.
Oelsnitz Bahnhofstraße ⊙

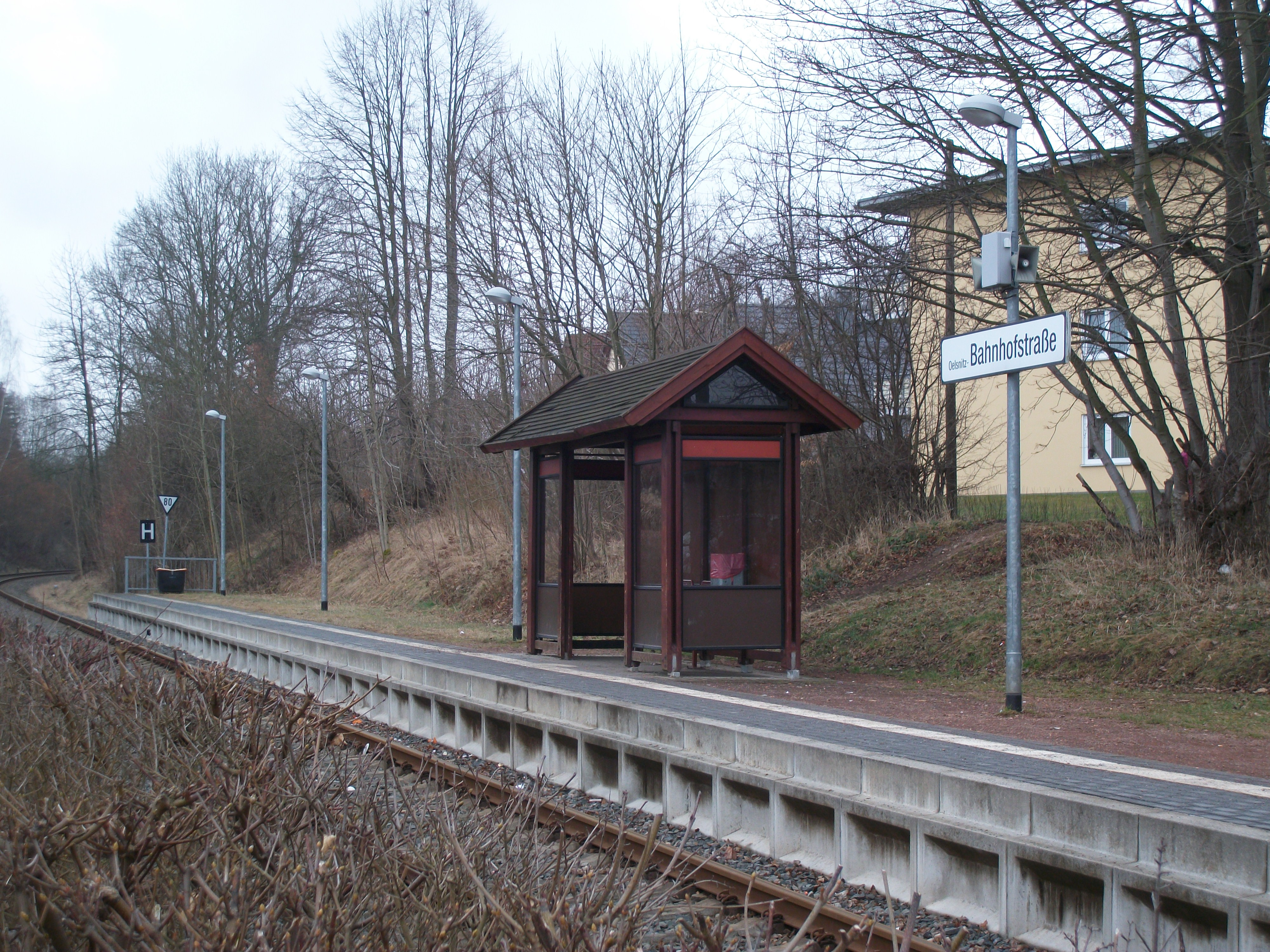
Haltepunkt Oelsnitz-Bahnhofstraße (2016)

Der Haltepunkt Oelsnitz Bahnhofstraße wurde erst im Zuge der Streckensanierung am 15. Februar 2003 eingerichtet. Der Halt im Zentrum von Oelsnitz ist über die Bahnhofstraße erreichbar und mit einem modernen Wartehäuschen ausgestattet. In direkter Nähe befindet sich ein Supermarkt.
Oelsnitz (Erzgebirge) ⊙
Der Bahnhof Oelsnitz (Erzgeb) ist die bedeutendste Station der Strecke. Sie wurde am 15. Oktober 1878 eröffnet und trug folgende Namen:
- bis 1889: Oelsnitz bei Lichtenstein
- bis 1904: Oelsnitz i Erzgeb
- bis 1905: Ölsnitz i Erzgeb Bahnhof
- bis 1911: Ölsnitz i Erzgeb
- bis 1930: Ölsnitz (Erzgeb)
- seit 1930: Oelsnitz (Erzgeb)

Große Bedeutung erlangte der Bahnhof im Zusammenhang mit dem Steinkohleabbau im Lugau-Oelsnitzer Steinkohlenrevier. In der Nähe des Bahnhofs zweigten einige Gleise zu Schächten ab. Die Züge der Bahnstrecke Wüstenbrand-Neuoelsnitz endeten meist im Bahnhof Oelsnitz (Erzgeb).
Im Jahr 2015 fand auf dem stillgelegten Teil des Bahnhofs die sächsische Landesgartenschau statt. Dadurch wurde auch das Empfangsgebäude saniert. Das 15 Hektar große Gelände der Schau bleibt als vielfältig nutzbarer Freizeitpark erhalten. Mit großzügig angelegten Pflanzungen, Liegewiesen, Eisenbahn- und Wasserspielplatz, Skatepark, Naturlehrpfad, Kneippanlage und Gradierwerk soll es zukünftig als Freizeit- und Erholungsgelände dienen. Im Entrée des Parks befindet sich auf dem Bahnhofsvorplatz der Brunnen „Schwarzes Gold“, der an die Steinkohleförderung im Revier erinnert und auf die zukünftige Solenutzung verweist.

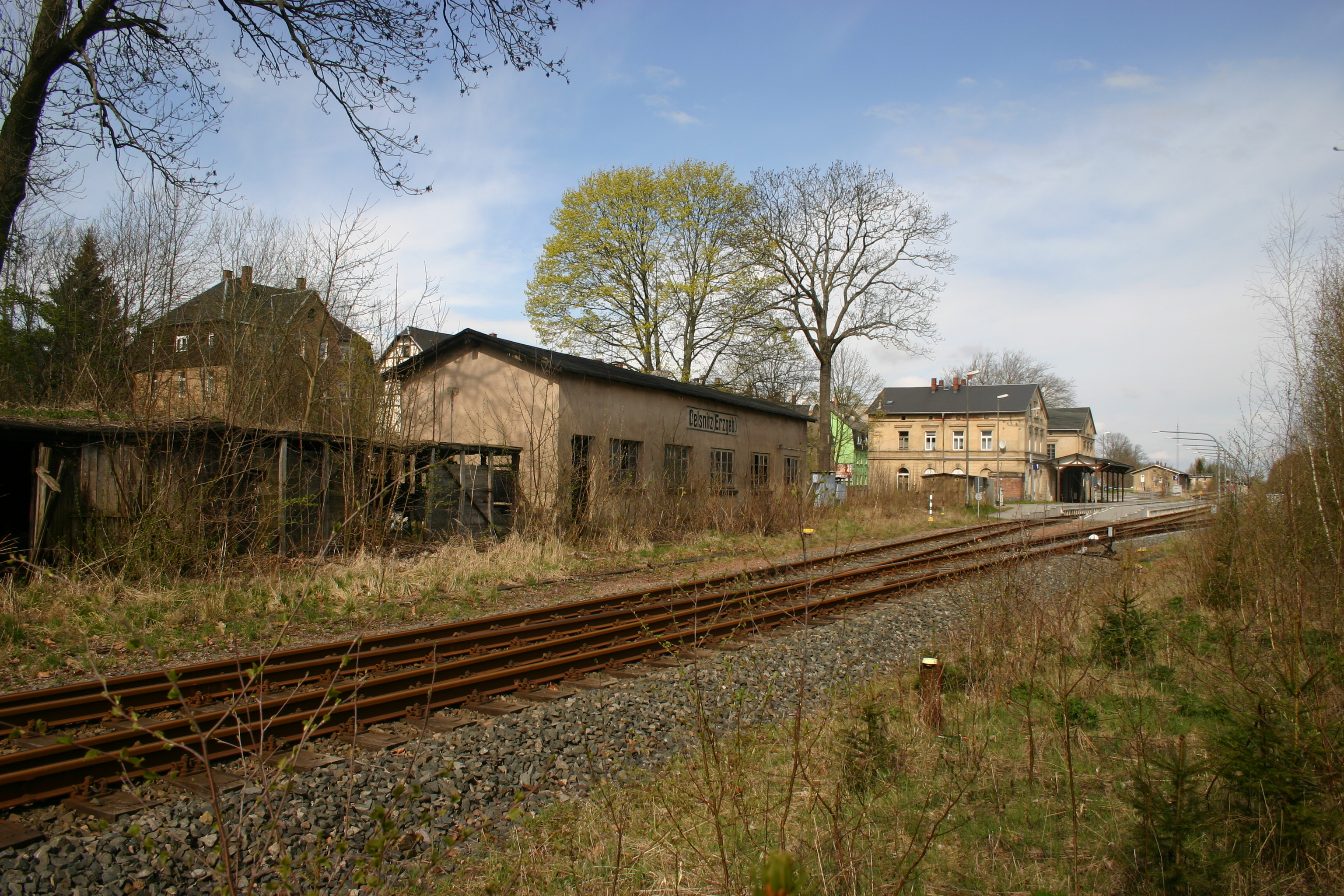
Bahnhof Oelsnitz (Erzgeb) vor der Sanierung (2012)
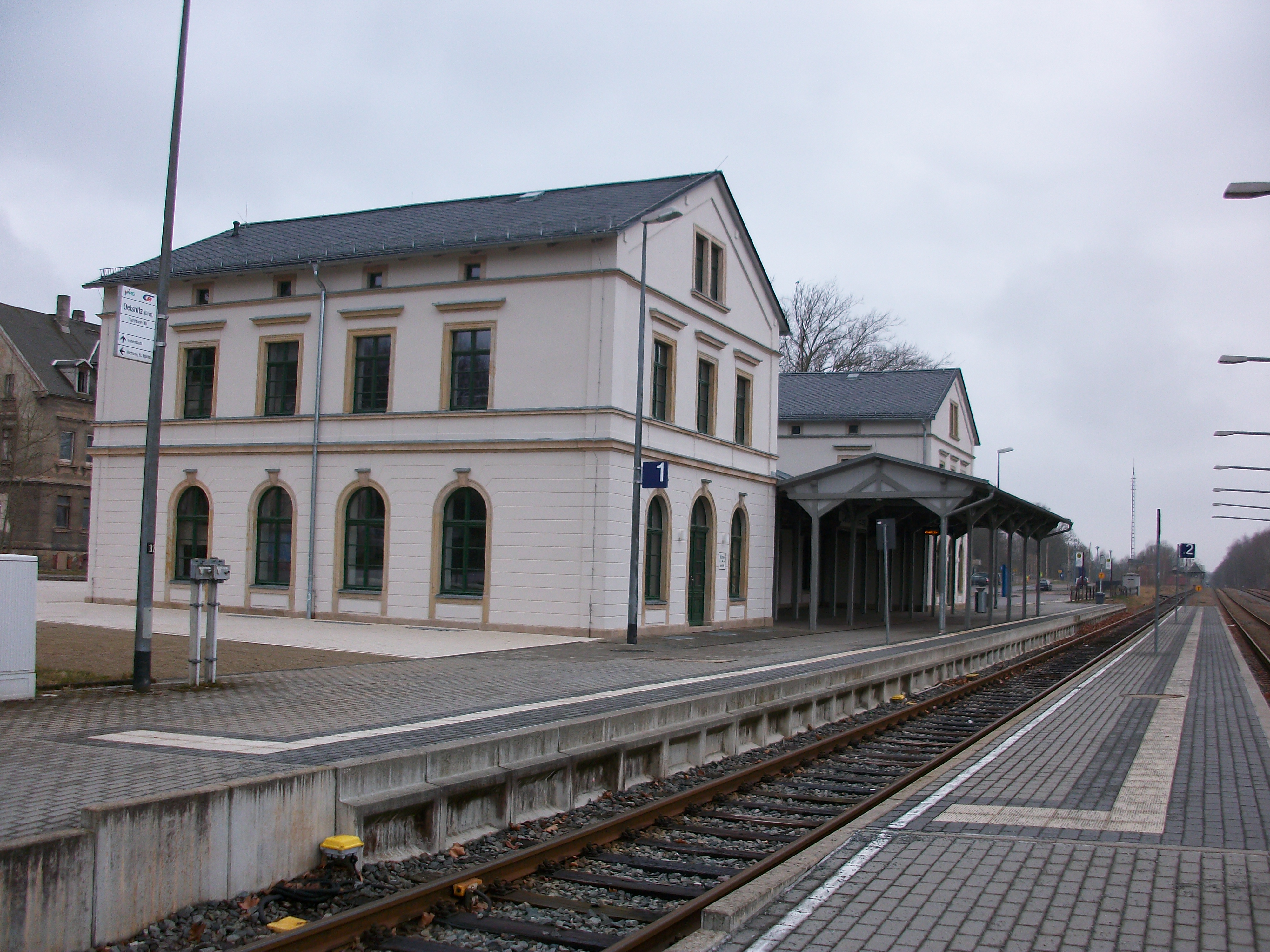
Saniertes Empfangsgebäude, Gleisseite (2016)
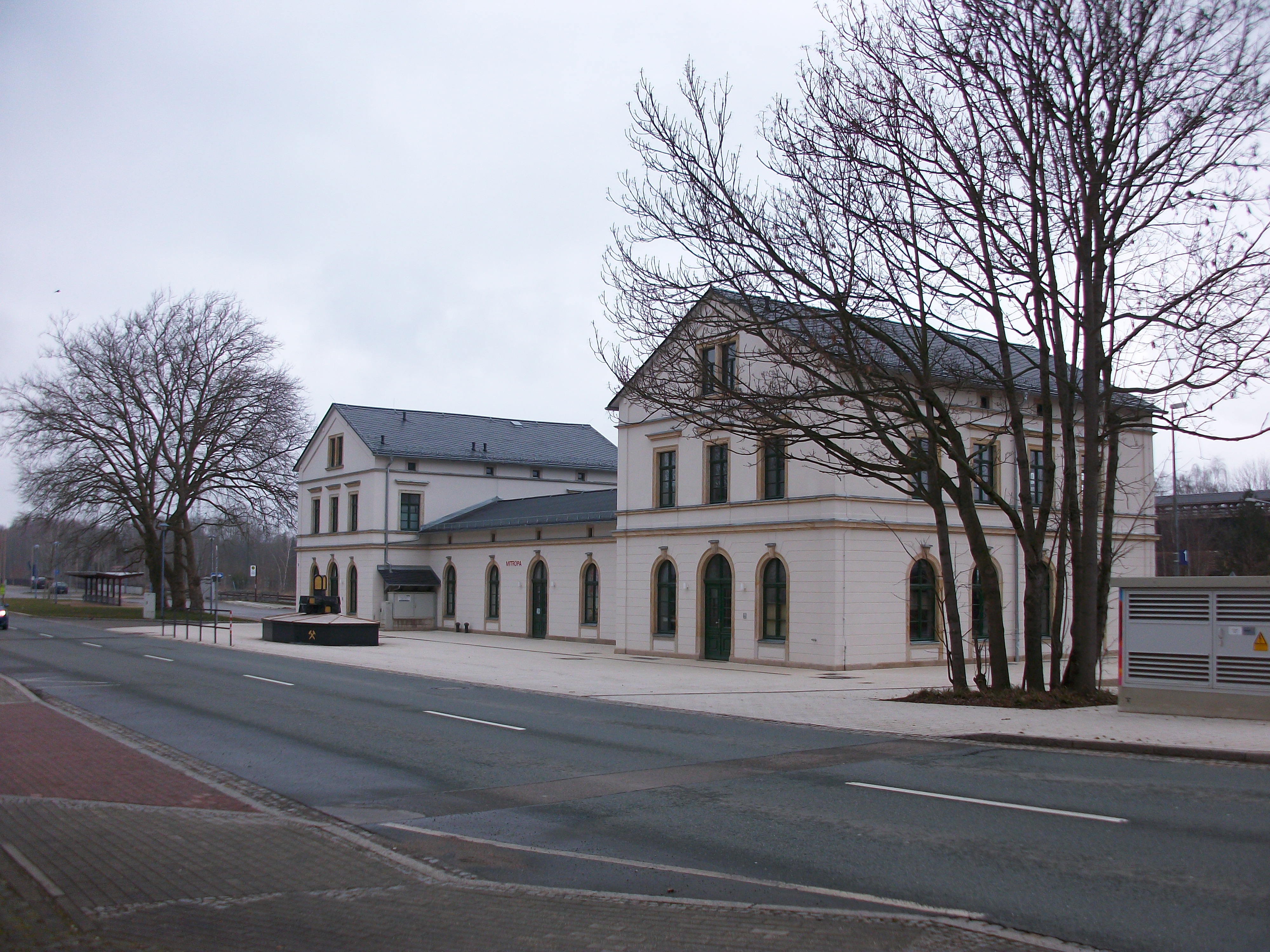
Saniertes Empfangsgebäude, Straßenseite (2016)
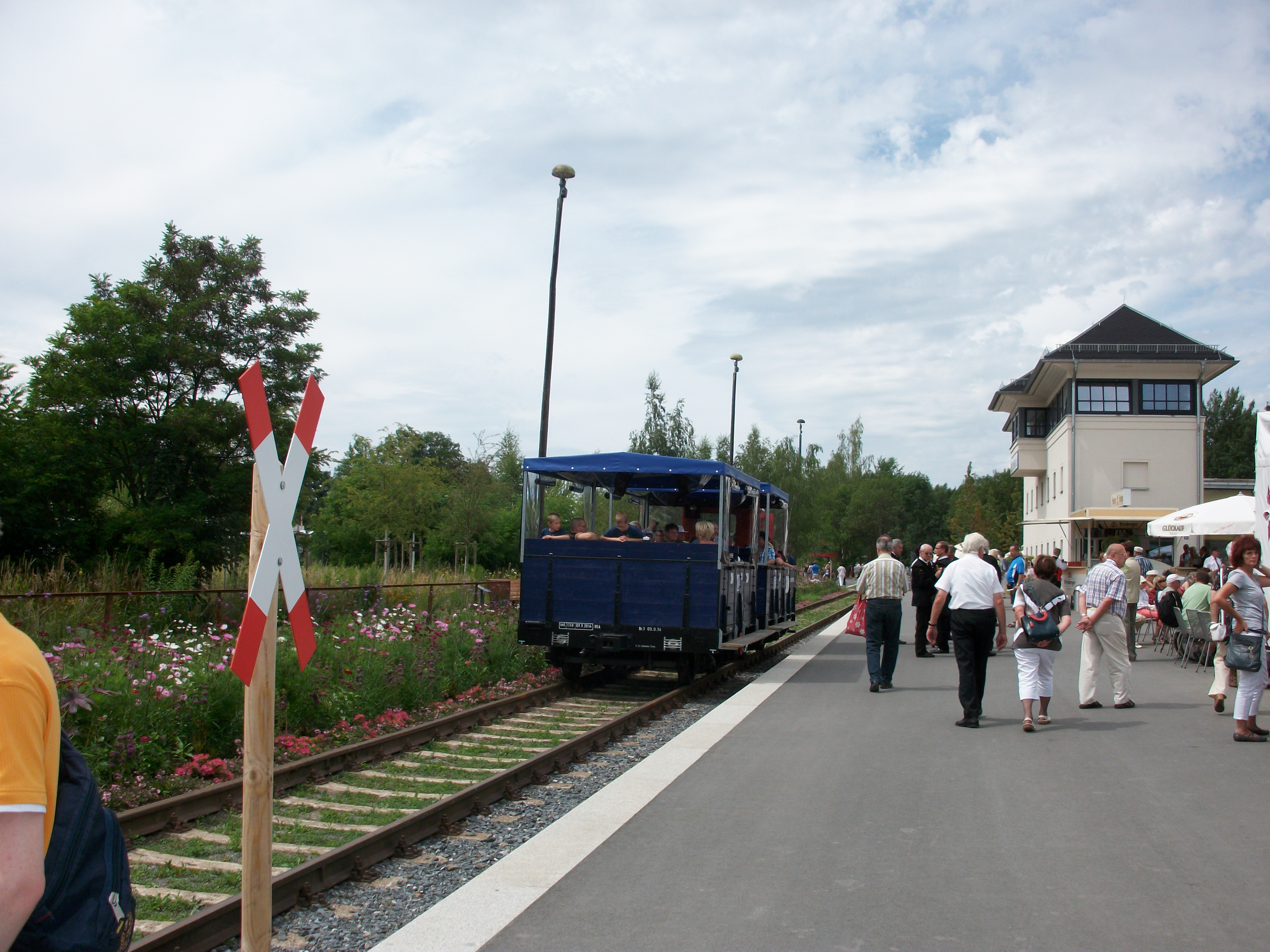
Bahnhof Oelsnitz (Erzgeb), Schienenexpress der Landesgartenschau 2015
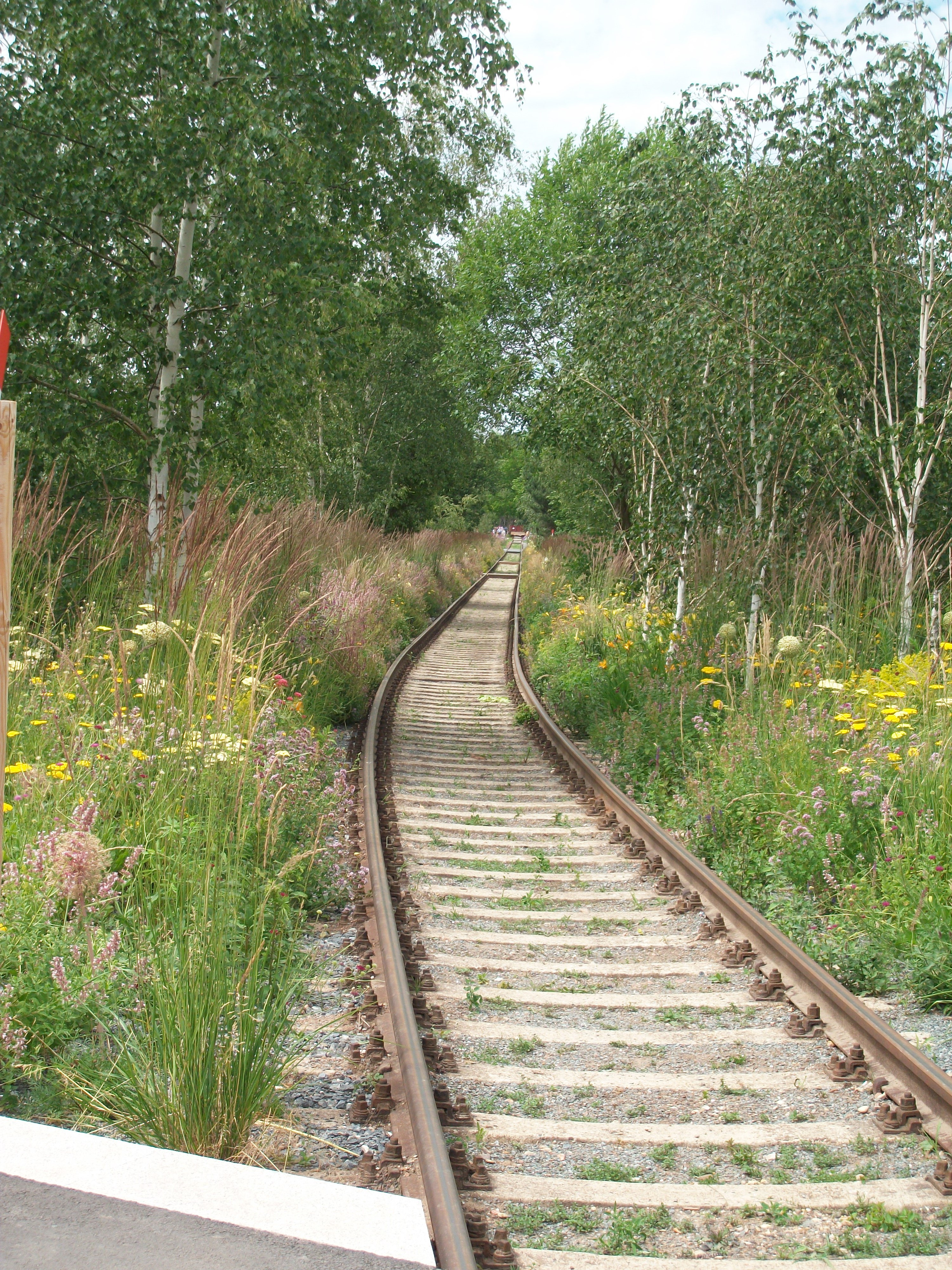
Bahnhof Oelsnitz (Erzgeb), renaturiertes Bahnhofsgelände zur Landesgartenschau 2015

Hohndorf Mitte ⊙
Der Haltepunkt Hohndorf Mitte wurde erst im Zuge der Streckensanierung am 15. Februar 2003 eingerichtet. Der Halt im Zentrum von Hohndorf ist über die Untere Angerstraße erreichbar. Vor der Eröffnung des Halts war der Zustieg für die Hohndorfer Bürger entweder im Bahnhof Oelsnitz (Erzgeb) oder am folgenden Haltepunkt Rödlitz-Hohndorf möglich. Der Haltepunkt Hohndorf Mitte verfügt über ein modernes Wartehäuschen.
Rödlitz-Hohndorf ⊙
Der Haltepunkt Rödlitz-Hohndorf wurde am 10. Januar 1891 eingerichtet. Bis 1930 hieß er nur Rödlitz. Der Halt befindet sich im Nordwesten von Rödlitz unweit des Rödlitzer Viadukts und der Ortsgrenze zu Hohndorf. Er ist die Bahnhofstraße erreichbar und verfügt über ein modernes Wartehäuschen.
Lichtenstein Hartensteiner Straße ⊙
Der Haltepunkt  Lichtenstein Hartensteiner Straße wurde erst im Zuge der Streckensanierung am 15. Februar 2003 eingerichtet. Er befindet sich im Süden der Stadt Lichtenstein in der Nähe des örtlichen Krankenhauses und ist über die Hartensteiner Straße erreichbar. Der Haltepunkt verfügt über ein modernes Wartehäuschen.

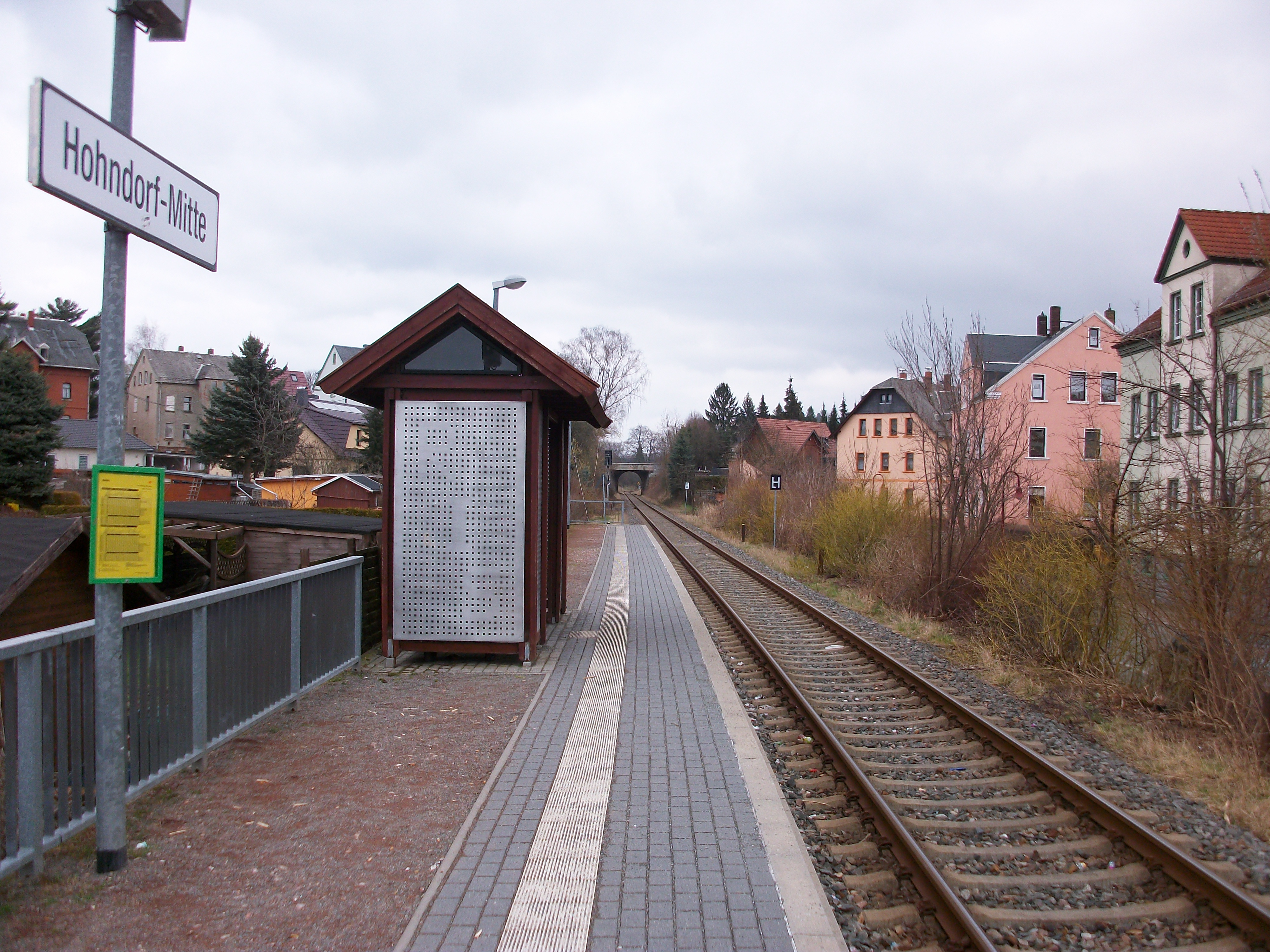
Haltepunkt Hohndorf Mitte (2016)
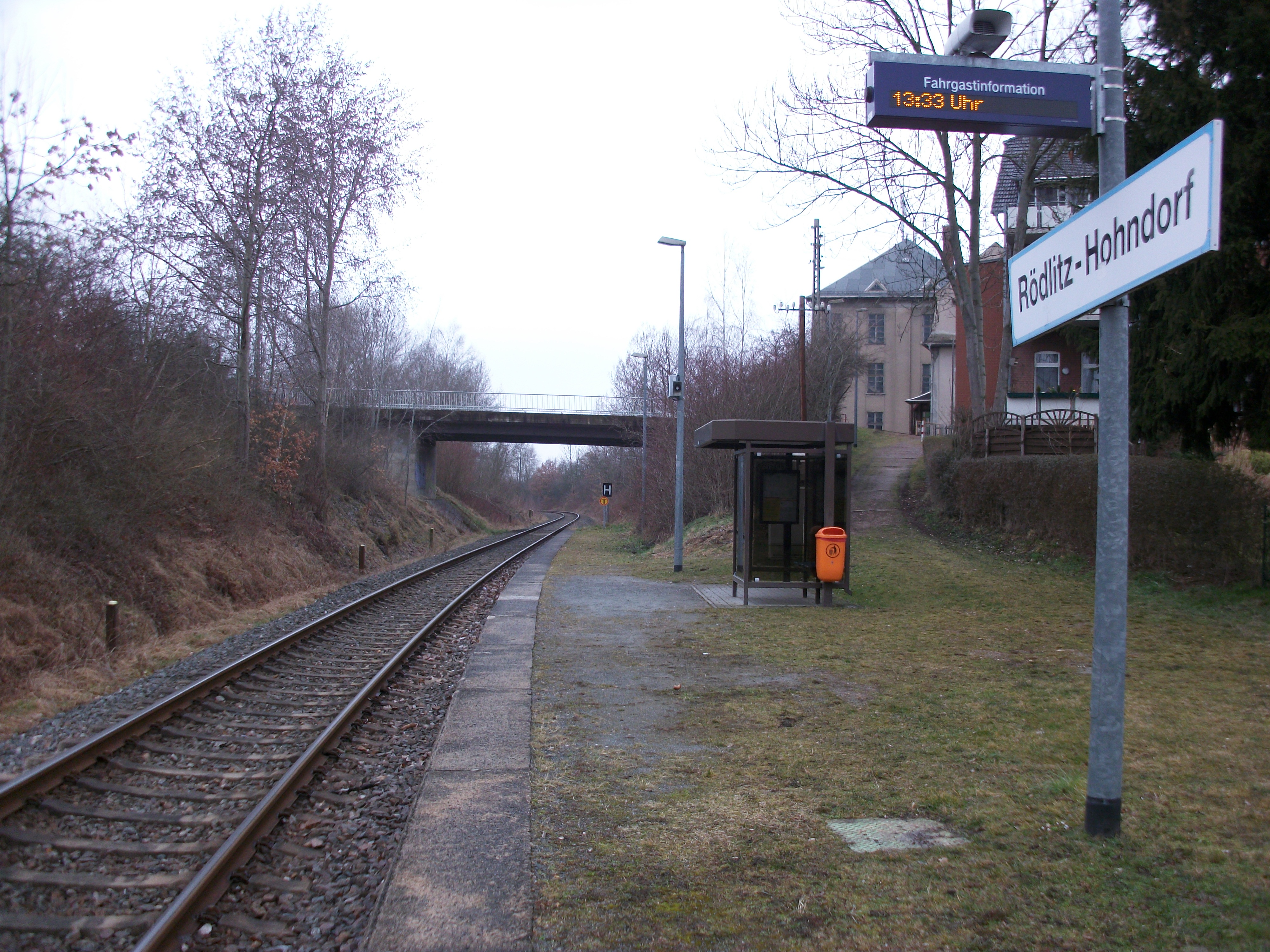
Haltepunkt Rödlitz-Hohndorf (2016)
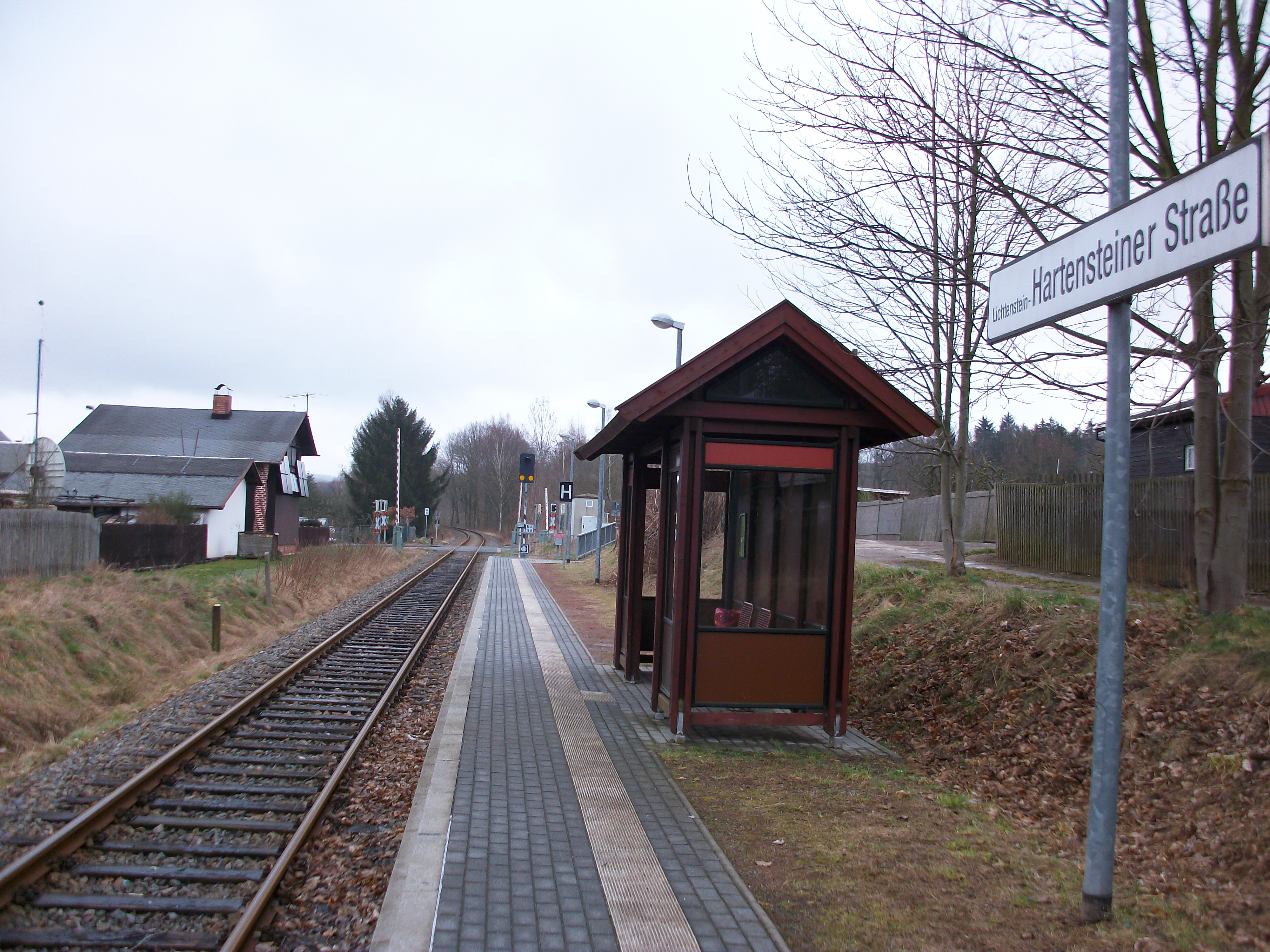
Haltepunkt Lichtenstein-Hartensteiner Straße (2016)

Lichtenstein (Sachs) ⊙

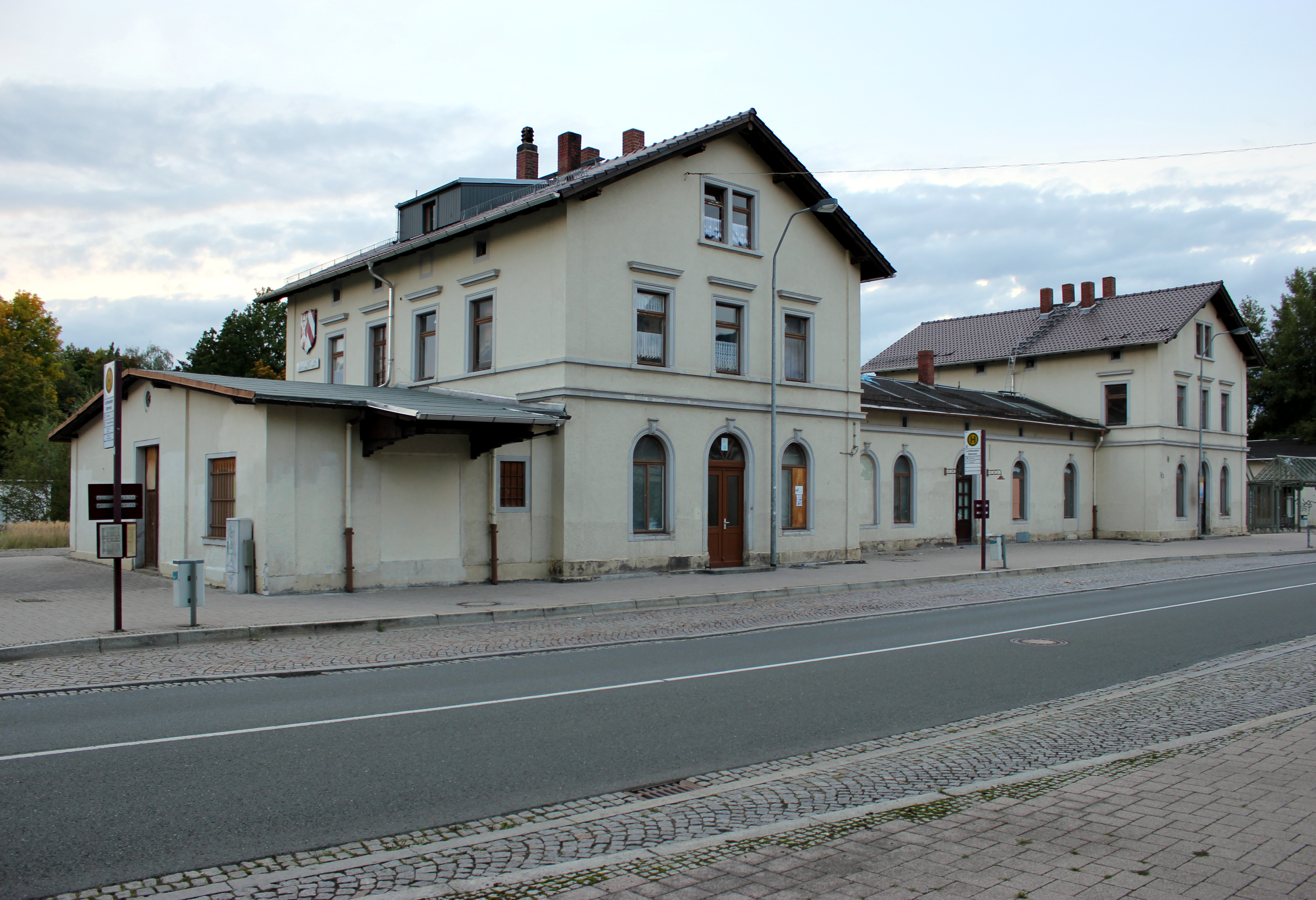
Bahnhof Lichtenstein/Sa.

Der Bahnhof Lichtenstein (Sachs) wurde am 15. Oktober 1878 eröffnet. Bis 1938 trug er den Namen Lichtenstein-Callnberg. Das stattliche Bahnhofsgebäude ist ungenutzt.
Lichtenstein Ernst-Schneller-Siedlung ⊙
Der Haltepunkt Lichtenstein Ernst-Schneller-Siedlung wurde erst im Zuge der Streckensanierung am 15. Februar 2003 eingerichtet. Er befindet sich im Norden der Stadt Lichtenstein ist über die gleichnamige Siedlung bzw. die Glauchauer Straße erreichbar. Der Haltepunkt verfügt über ein modernes Wartehäuschen.
Lichtenstein Gewerbegebiet ⊙
Der Haltepunkt Lichtenstein Gewerbegebiet wurde erst im Zuge der Streckensanierung am 15. Februar 2003 eingerichtet. Er befindet sich bereits auf der Gemarkung der Gemeinde St. Egidien und dient der Anbindung des Lichtensteiner Gewerbegebiets. Neben dem Durchgangsgleis hat die Haltestelle noch drei Gütergleise. Unweit des Halts befindet sich das Einkaufszentrum Auersberg-Center. Der Haltepunkt verfügt über ein modernes Wartehäuschen.

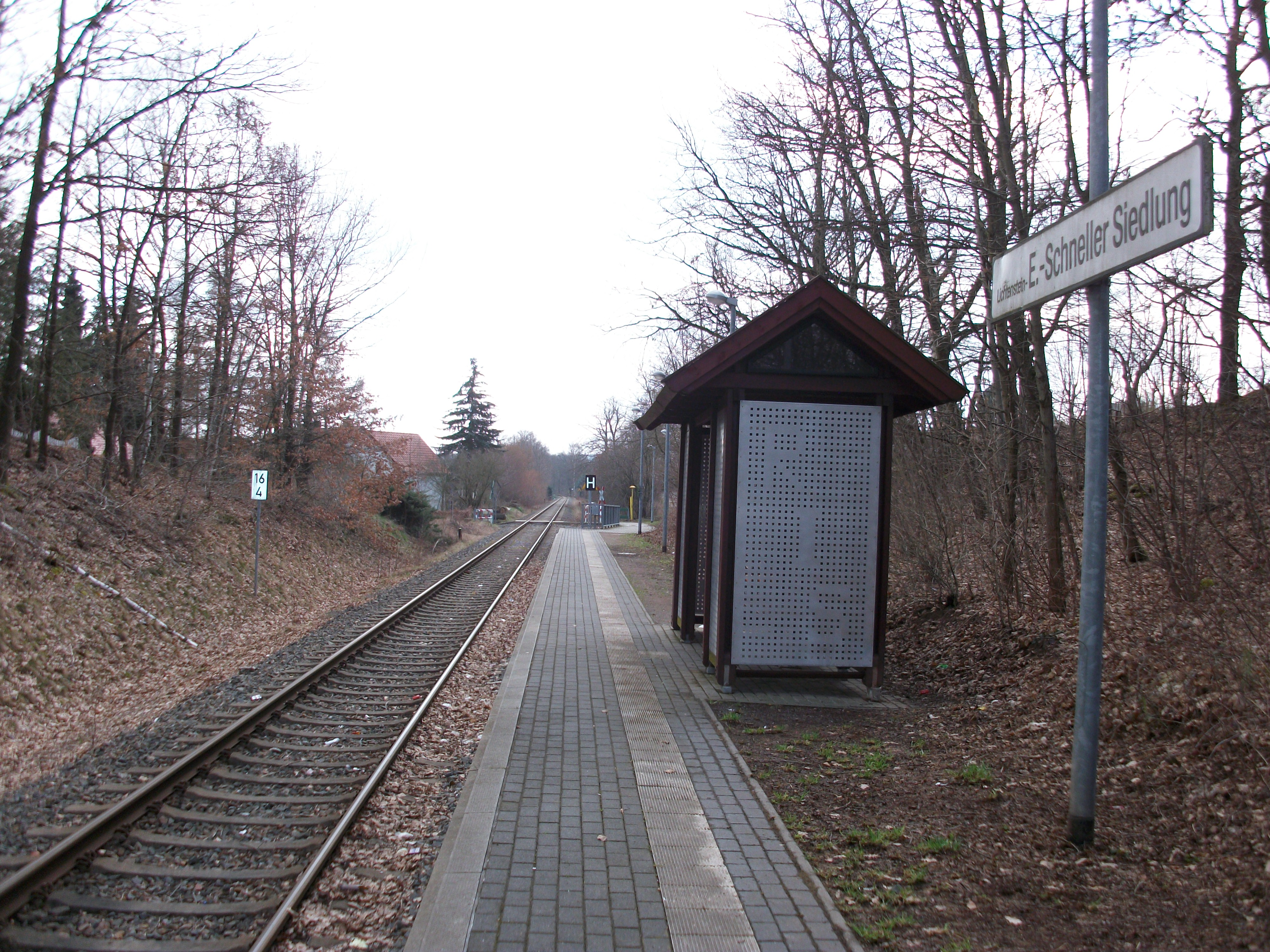
Haltepunkt Lichtenstein Ernst-Schneller-Siedlung (2016)
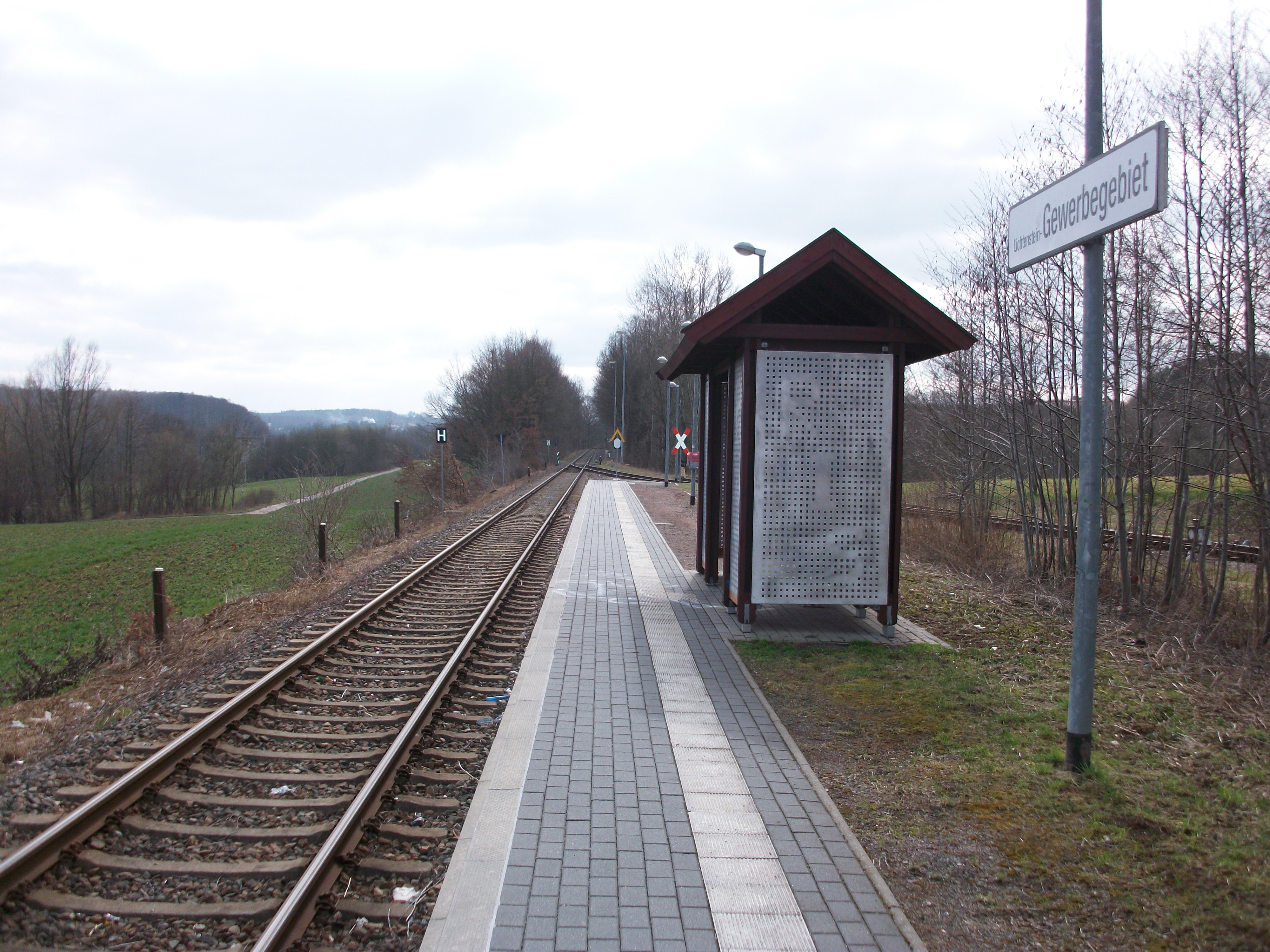
Haltepunkt Lichtenstein Gewerbegebiet auf der Flur von St. Egidien (2016)

St. Egidien ⊙
Der Bahnhof St. Egidien wurde am 15. November 1858 als Halt an der Bahnstrecke Dresden–Werdau eröffnet. Seit 1879 ist der Bahnhof auch Endpunkt der Bahnstrecke Stollberg–St. Egidien, auf der nach der Modernisierung Dieseltriebwagen der City-Bahn Chemnitz verkehren.
- Empfangsgebäude, Frontansicht (2016)
- Empfangsgebäude, Gleisseite (2016)

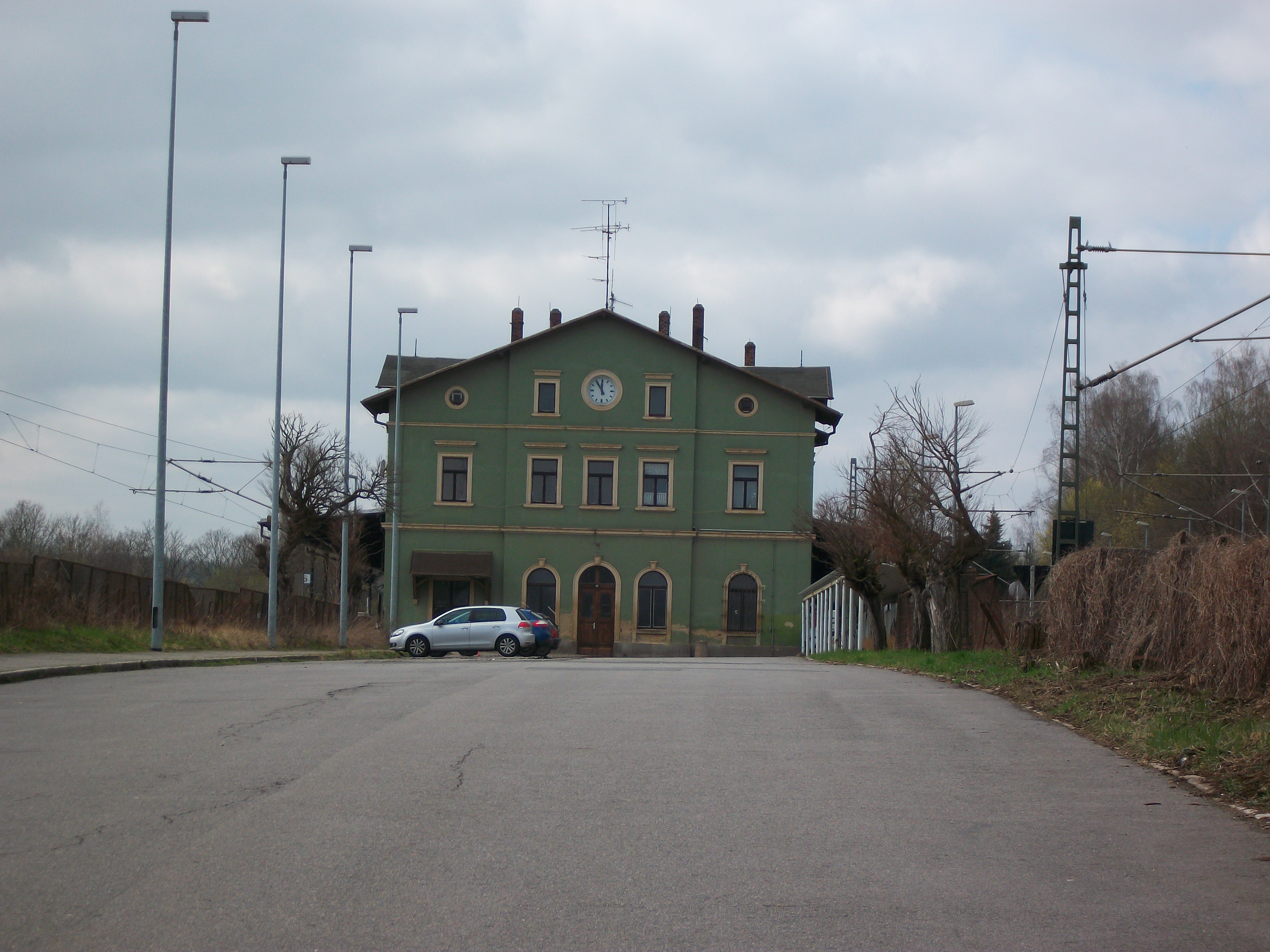
Empfangsgebäude, Frontansicht (2016)
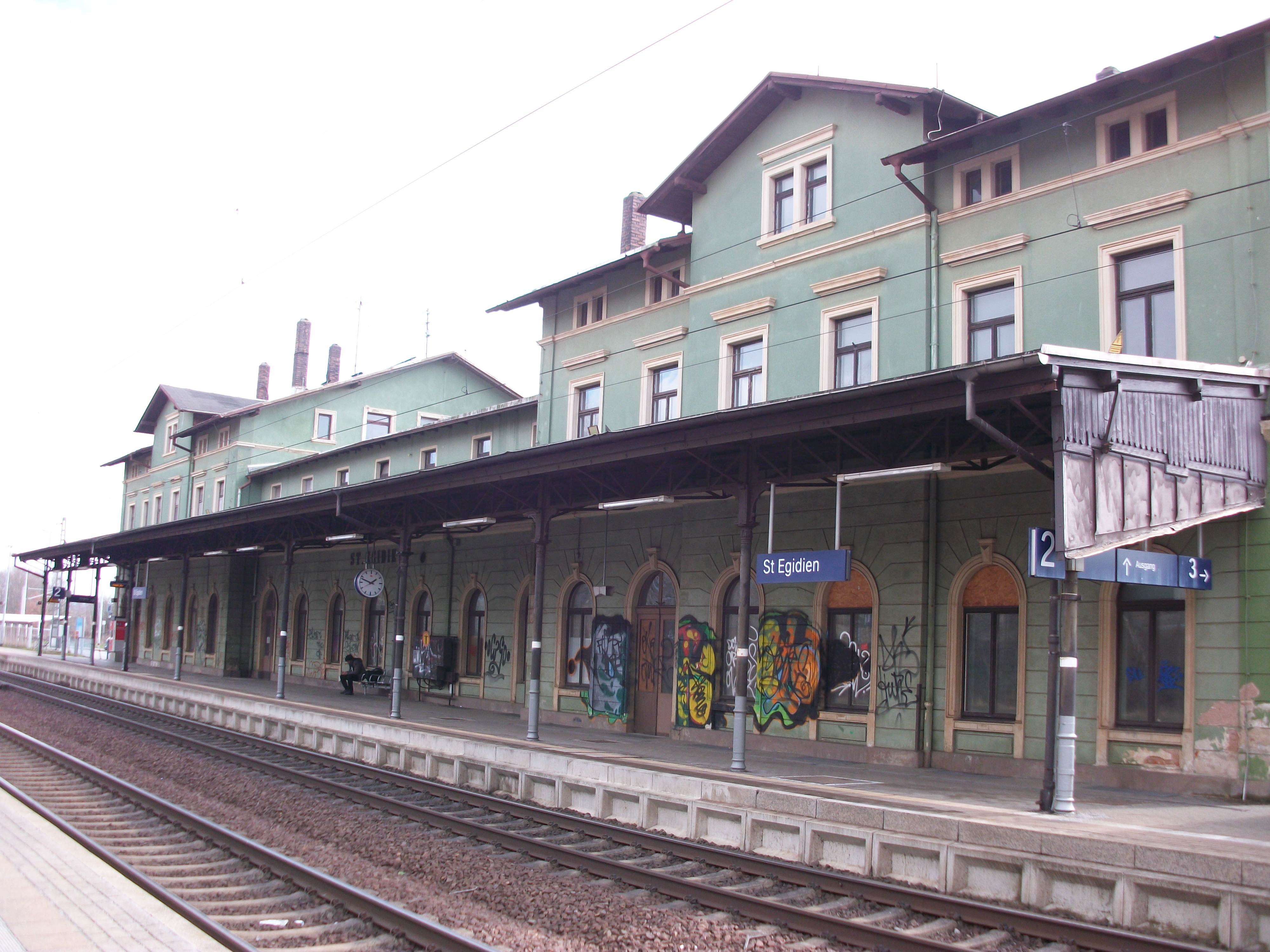
Empfangsgebäude, Gleisseite (2016)
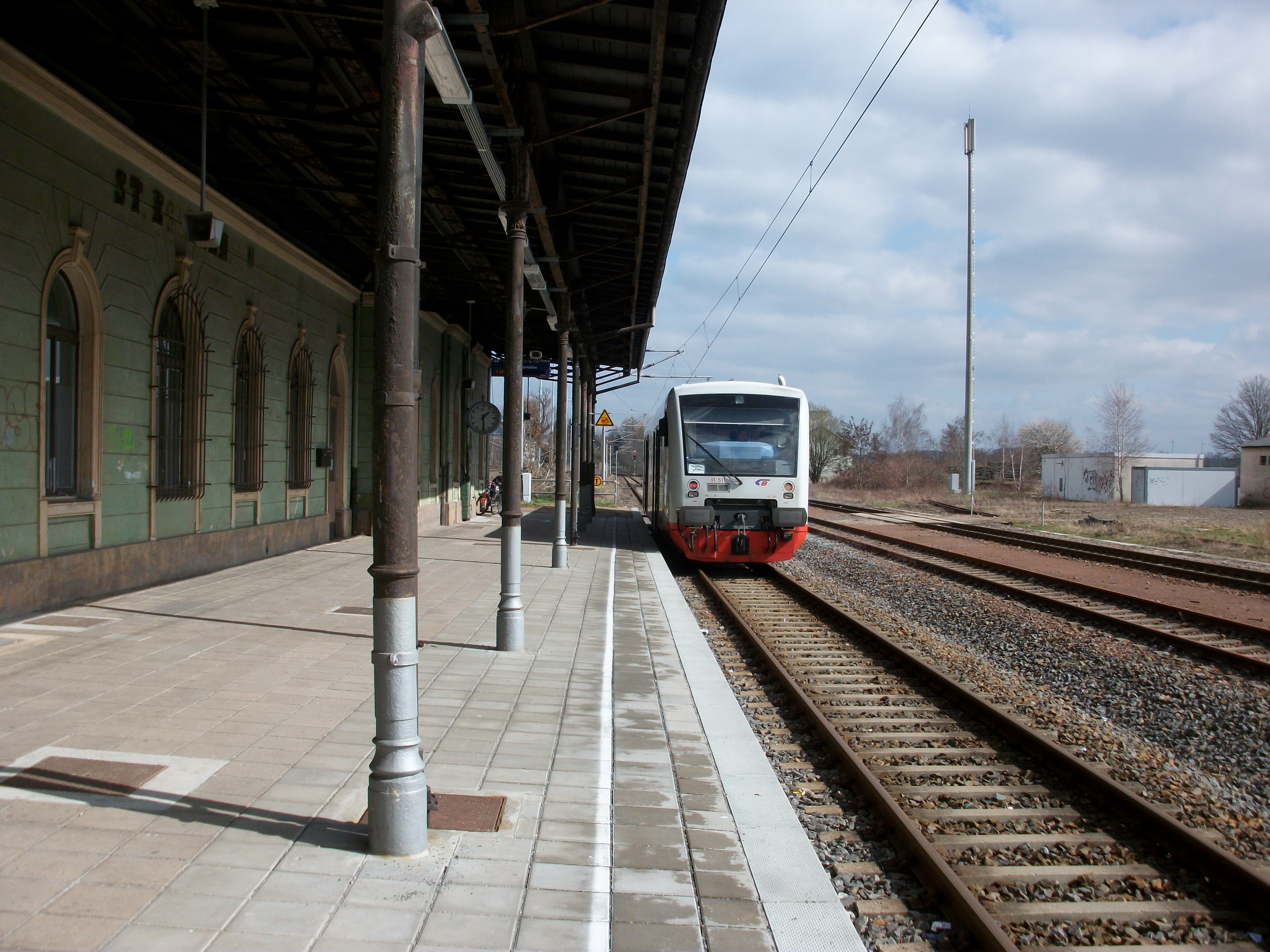
Zug der City-Bahn nach Stollberg im Bahnhof St. Egidien (2016)

## Galerien

### Bauwerke

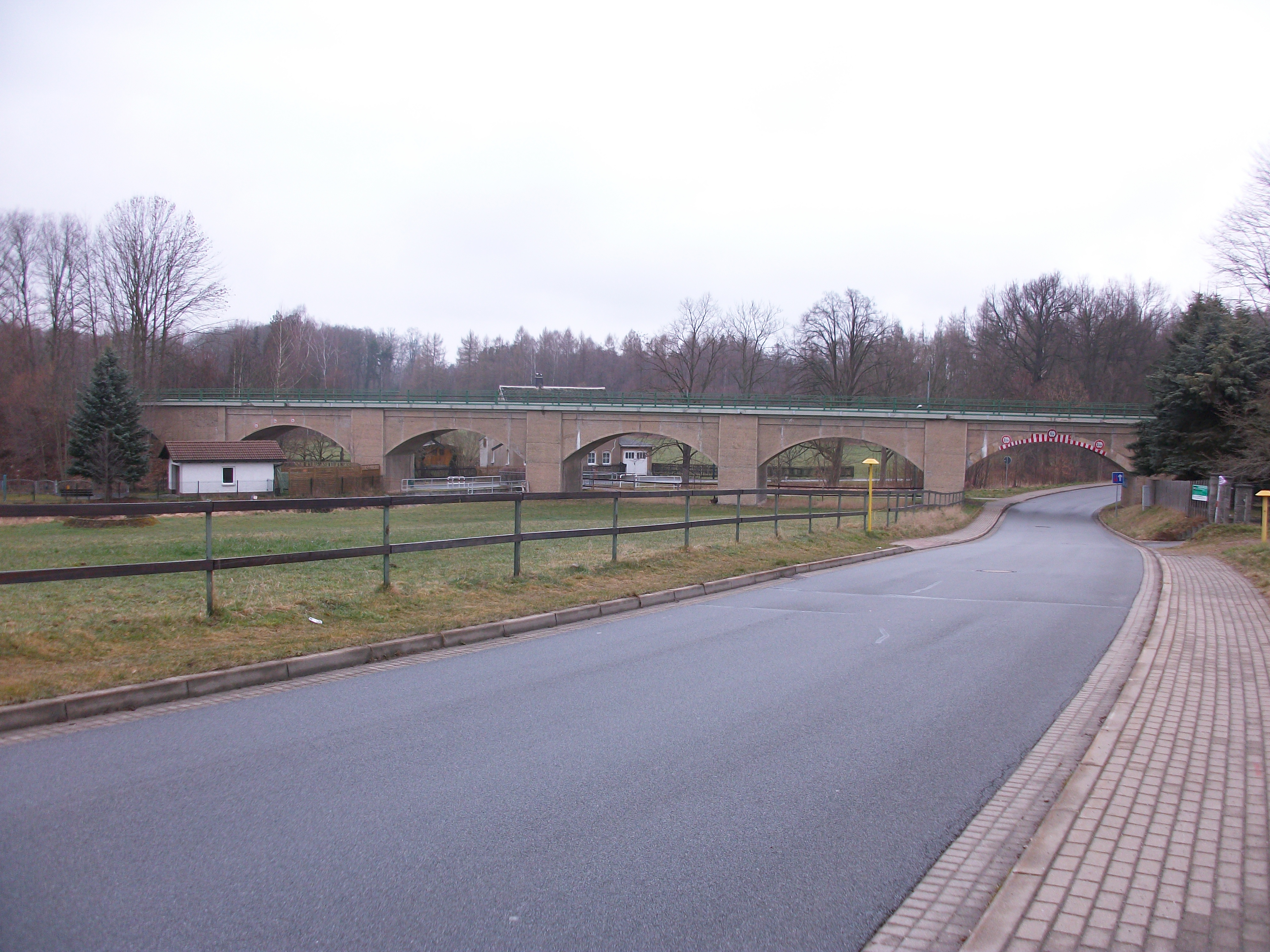
Eisenbahnviadukt in Neuwürschnitz (2016)
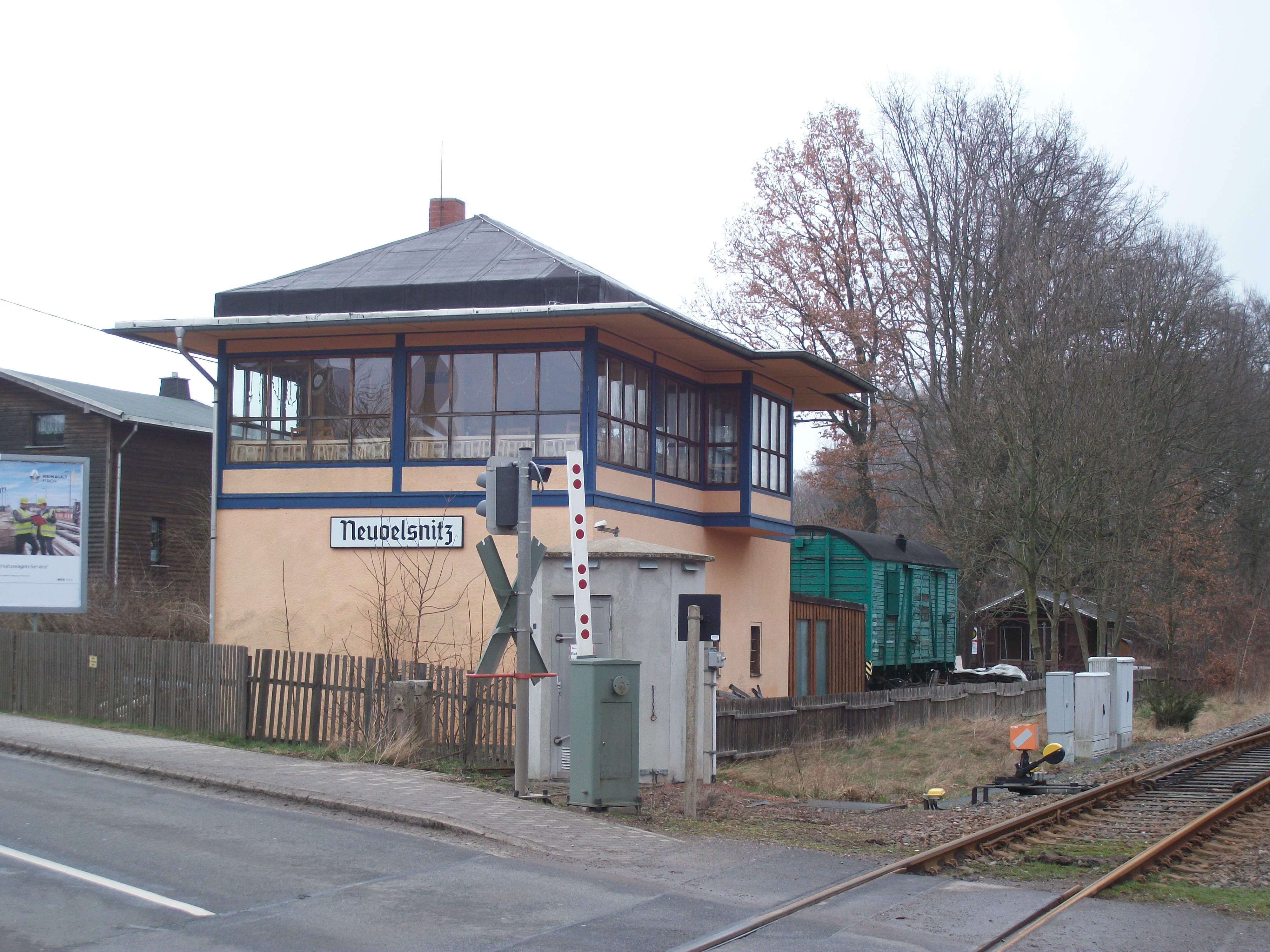
Stellwerk 2 beim Bahnübergang Neuoelsnitz (2016)
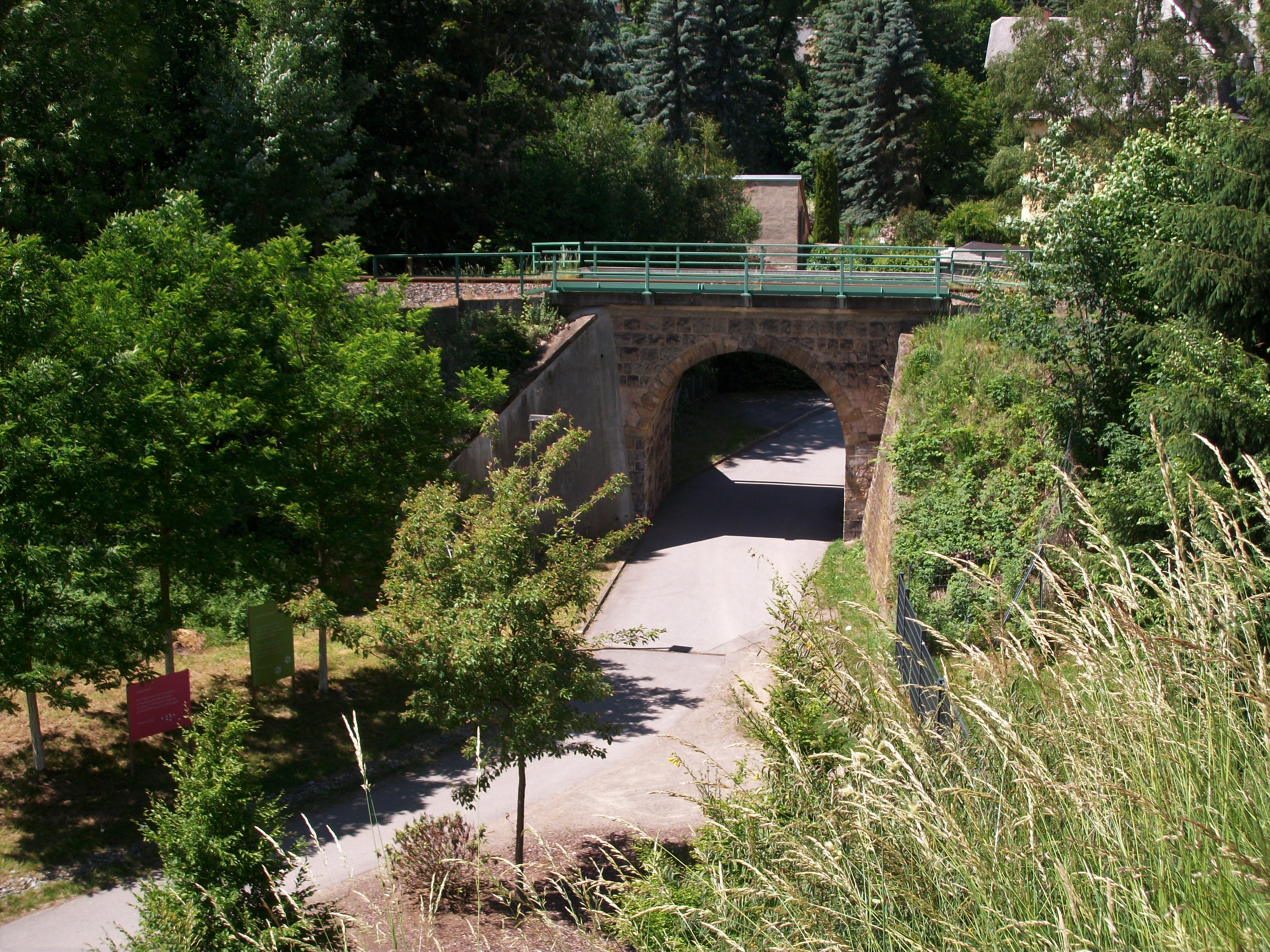
Bf Oelsnitz (Erzgeb), Eisenbahnüberführung Tunnelweg (2019)
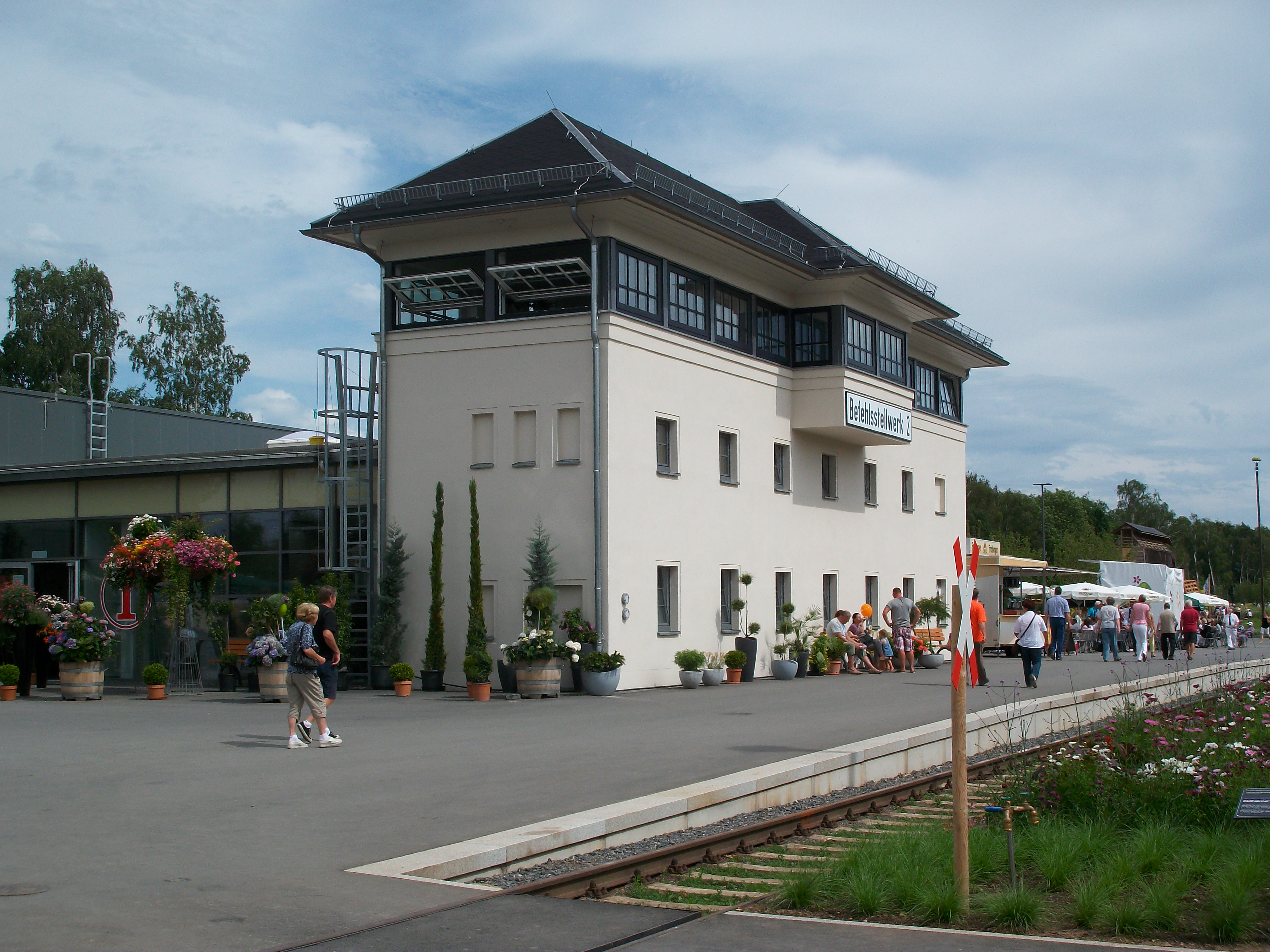
Bahnhof Oelsnitz (Erzgeb), Befehlsstellwerk (2015)
Viadukt Oelsnitz (Viadukt Hegebachtal; Westseite Richtung Süden) um 1900, im Hintergrund die Vereinsglück-Schächte
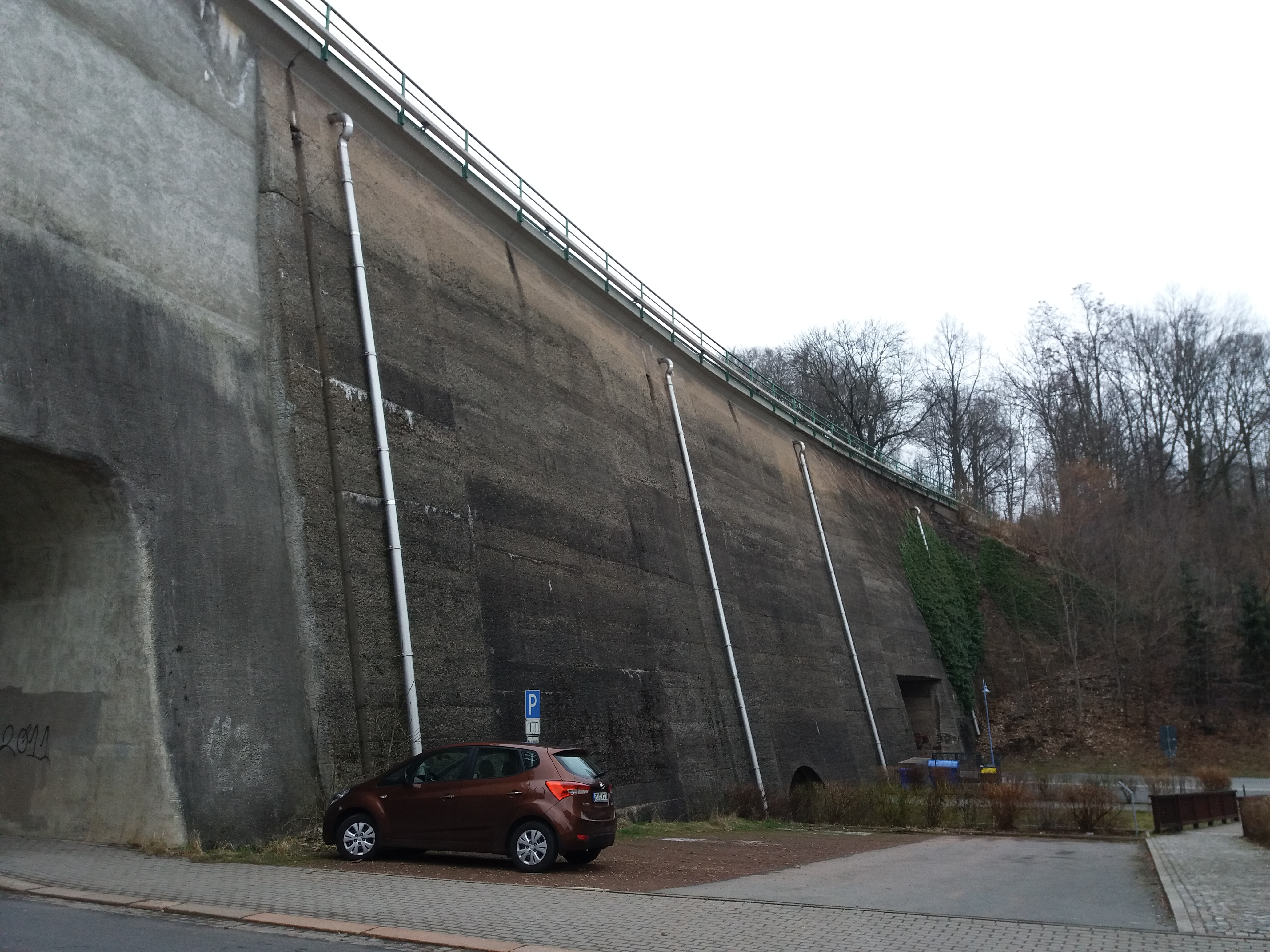
Viadukt Oelsnitz (Viadukt Hegebachtal, Ostseite Richtung Norden) im Jahr 2018 mit den zwischenzeitlich ausbetonierten Gewölben
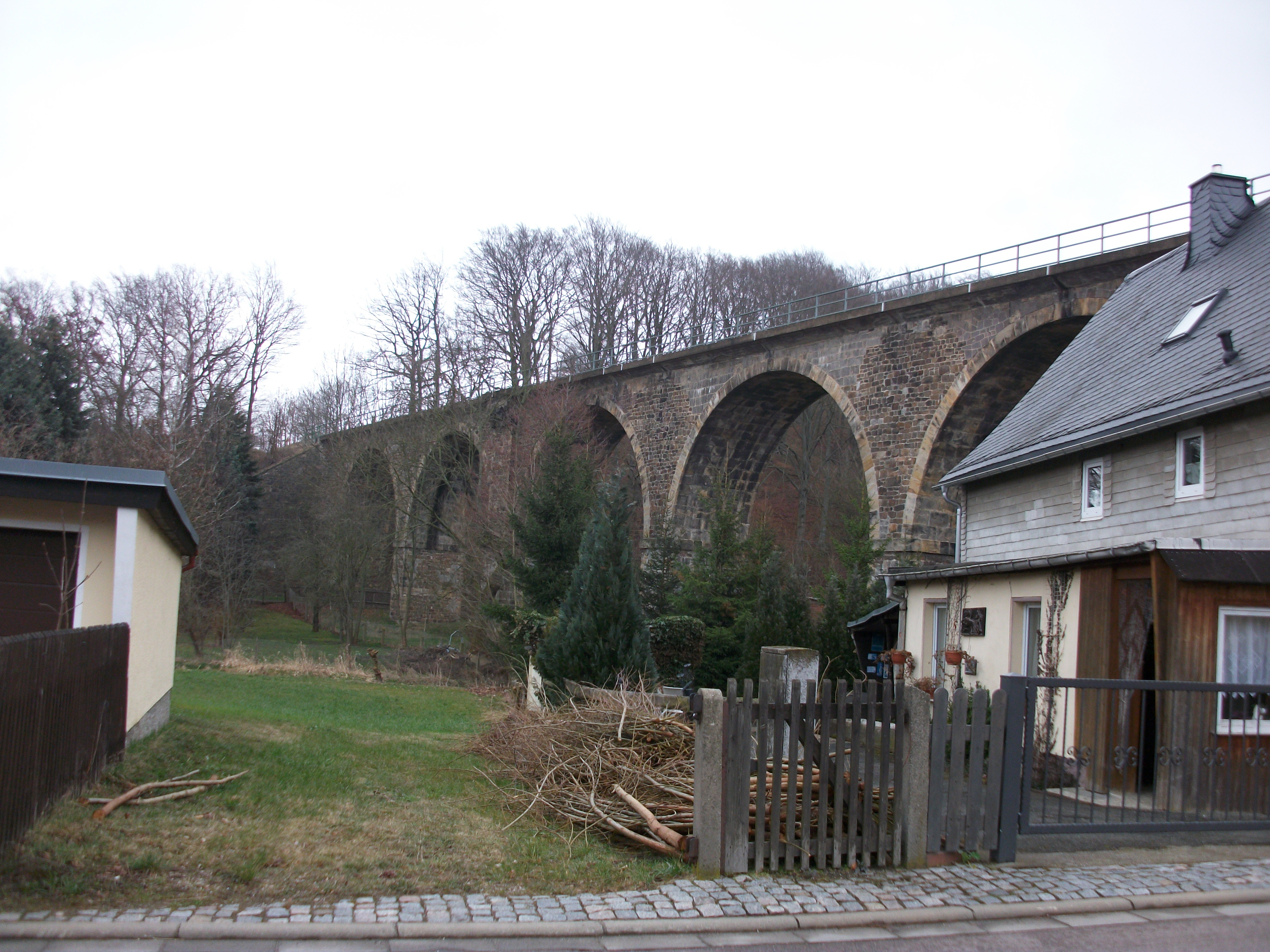
Eisenbahnviadukt in Rödlitz (2016)
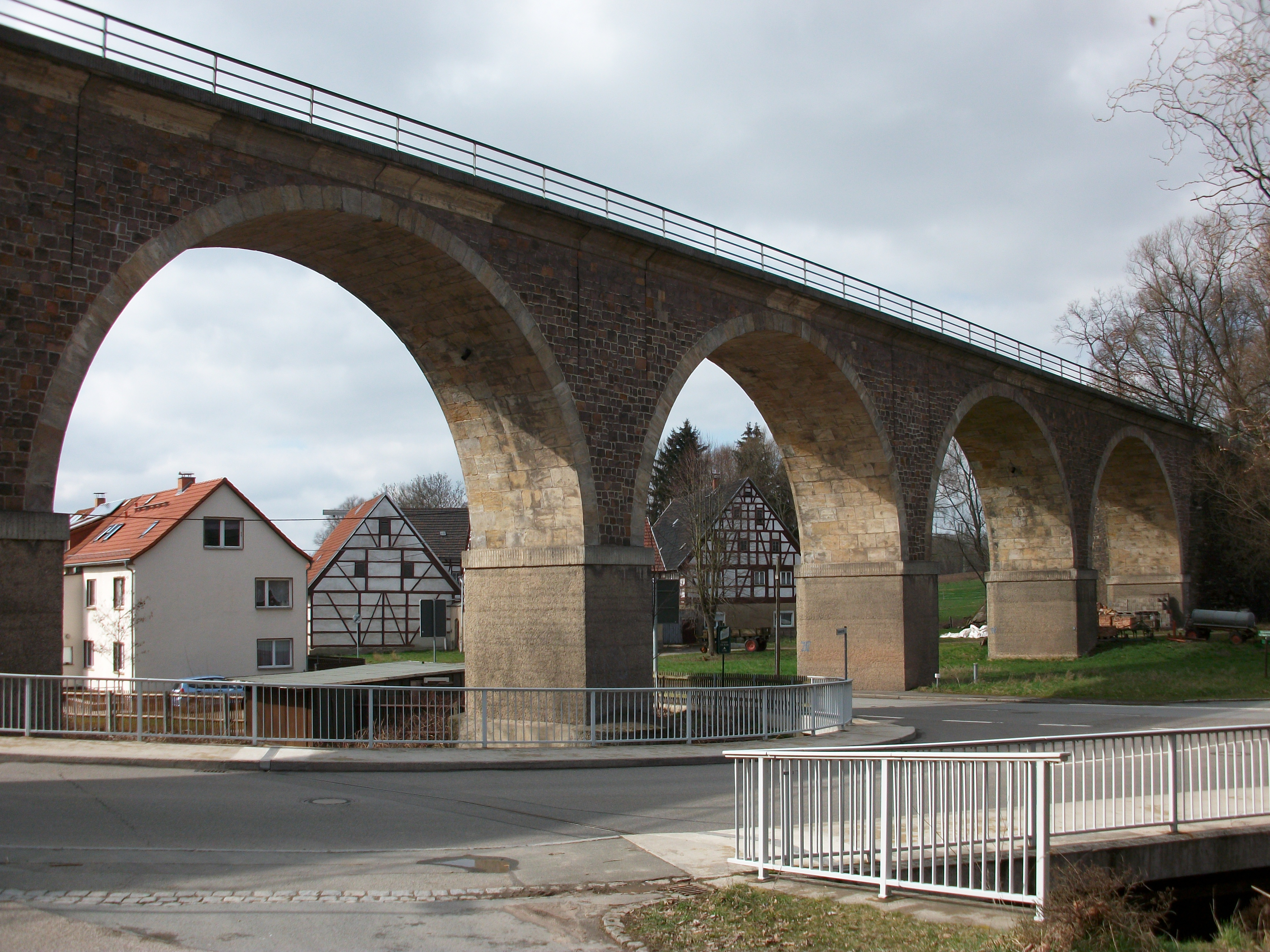
St. Egidien, Viadukt Lungwitzbachtal (2016)

### Bilder von der Strecke

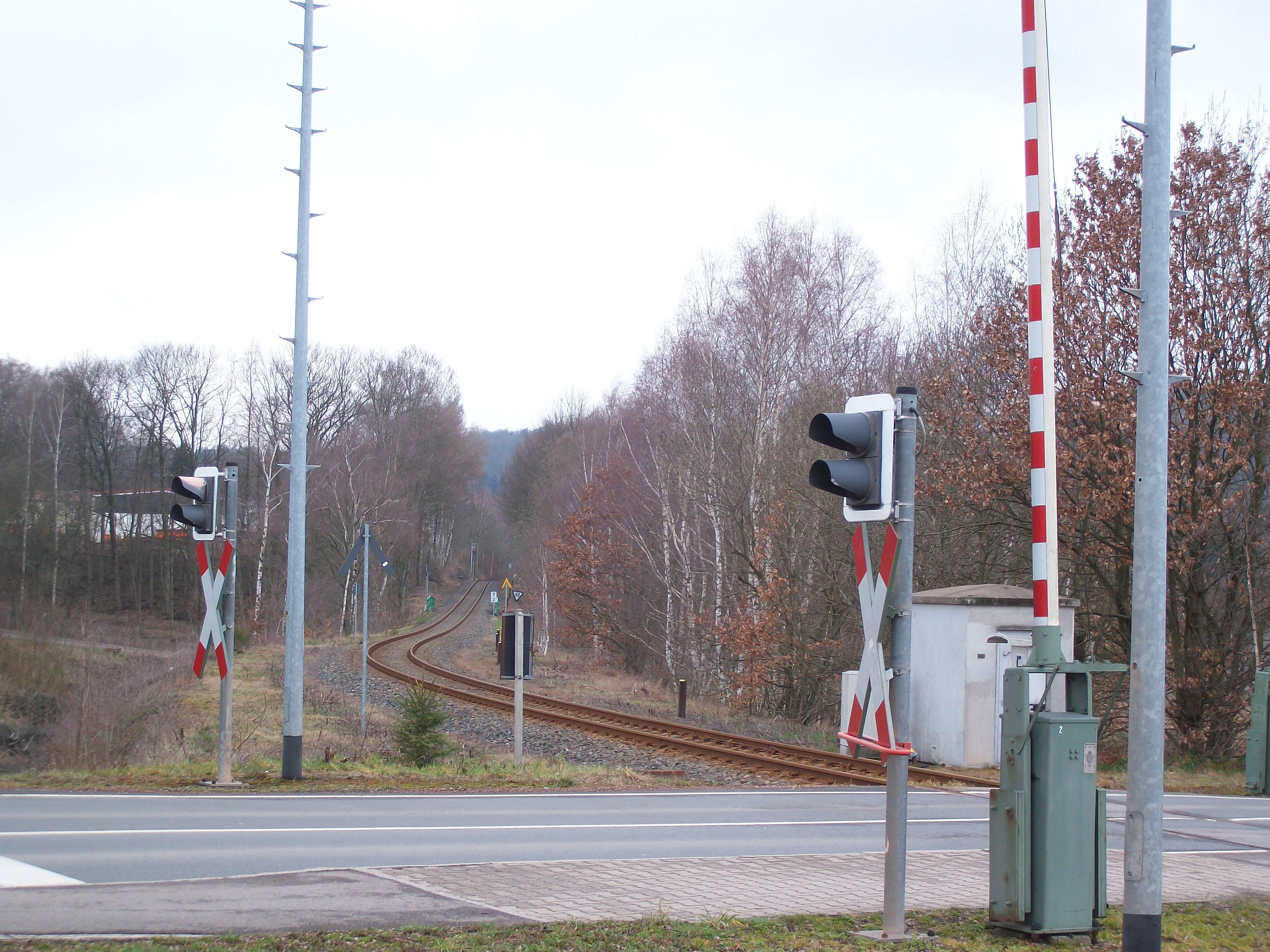
Bahnübergang am Hp Mitteloelsnitz (2016)
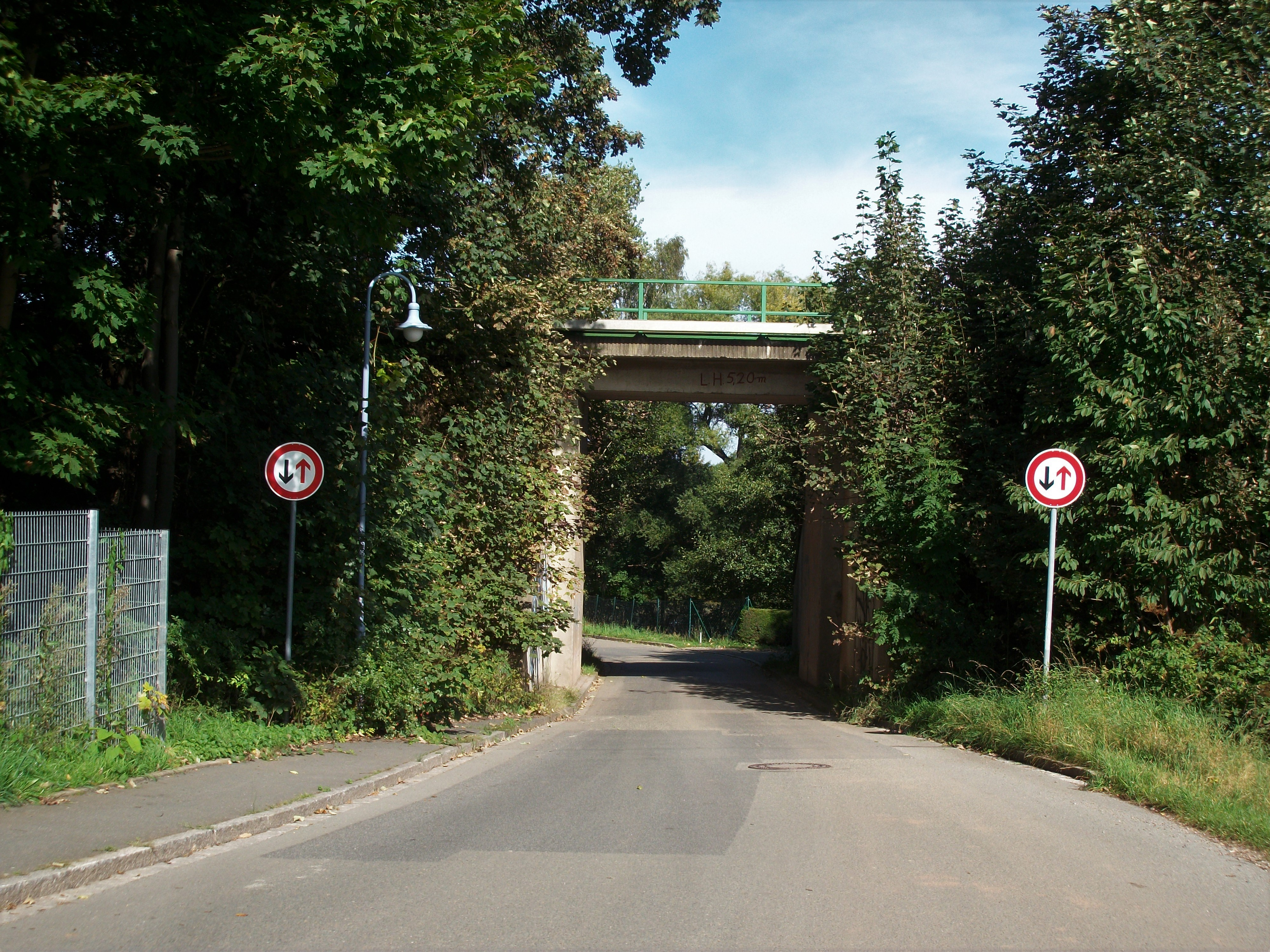
Eisenbahnüberführung Straße Zum Vereinsglückschacht (Oelsnitz/Erzgeb.) (2021)
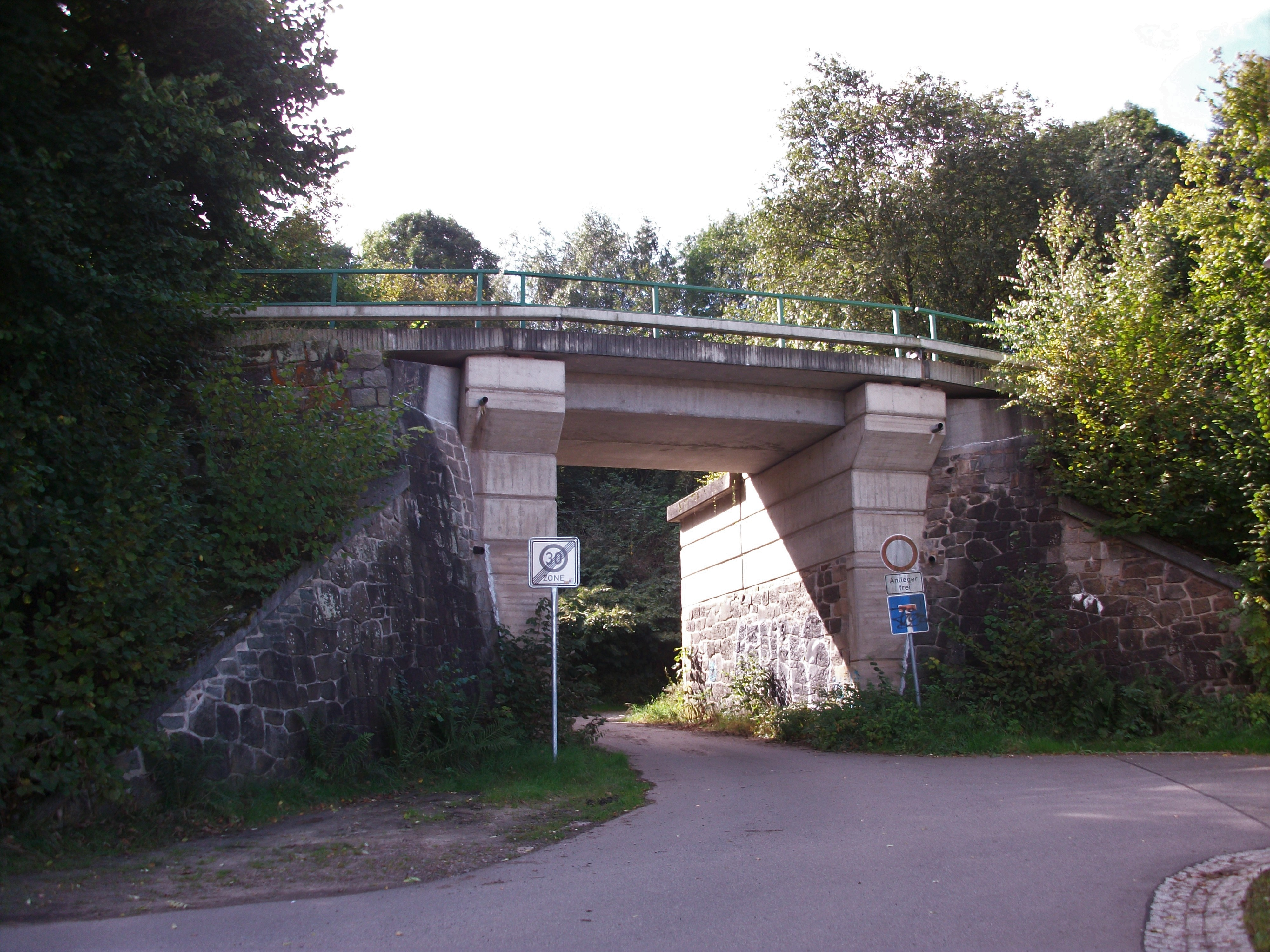
Eisenbahnüberführung Albert-Funk-Schacht-Straße  (Oelsnitz/Erzgeb.) (2021)
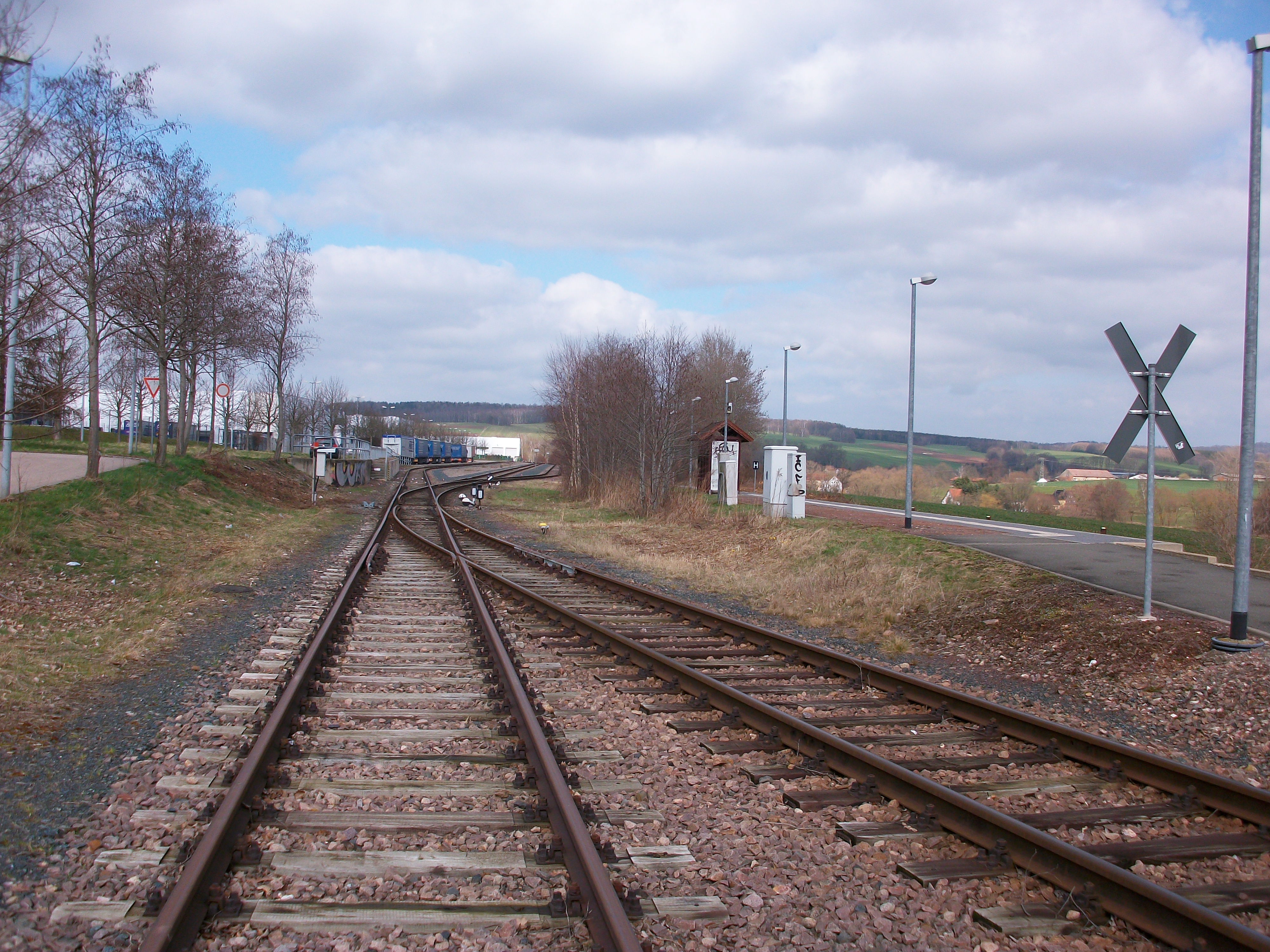
Gleise im Gewerbegebiet „Am Auersberg“ in St. Egidien/Lichtenstein/Sa. (2016)